# Kim Clijsters
Kim Clijsters (fonetikusan: [kɪm klɛistərs] kiejtéseⓘ) (Bilzen, 1983. június 8. –) flamand nemzetiségű belga visszavonult hivatásos teniszezőnő, korábbi világelső egyéniben és párosban.
Háromszor győzött a US Openen (2005, 2009, 2010), egyszer az Australian Openen (2011), s háromszor diadalmaskodott az év végi világbajnokságon (2002, 2003, 2010). 2003-ban párosban megnyerte a Roland Garrost és Wimbledont is Szugijama Ai oldalán. Karrierje során negyvenegy WTA-tornán győzött egyéniben, s további tizenegy címet szerzett párosban. Összesen húsz héten át vezette az egyéni világranglistát, első alkalommal 2003 augusztusában.
Pályafutását súlyos sérülések nehezítették, 2004-ben szinte a teljes idényt ki kellett hagynia, emiatt 2005 februárjára a másodikról a százharmincnegyedik helyre csúszott vissza az egyéni világranglistán. Szintén krónikusan elhúzódó sérüléseire hivatkozva jelentette be visszavonulását 2007. május 6-án. Több mint két évnyi kihagyás és első gyermeke 2008. februári megszületése után azonban visszatért a pályára, s két felvezető tornát követően 2009 szeptemberében óriási meglepetésre megnyerte a US Opent. Ezzel ő lett az első teniszezőnő, aki szabadkártyával és ranglistahelyezés nélkül győzött egy Grand Slam-tornán, az első nem kiemelt teniszezőnő, aki megnyerte a US Opent, valamint Evonne Goolagong 1980-as wimbledoni győzelme óta az első édesanya, aki diadalmaskodott egy Grand Slam-tornán. 2009-es teljesítményéért 2010-ben megkapta Az év visszatérője Laureus-díjat. 2011-ben ismét a világranglista élére jutott, ezzel mindmáig ő az egyetlen édesanya, akinek ez sikerült. A 2012-es US Opent követően másodszor is visszavonult a profi tenisztől, 2020 februárjában azonban – 36 évesen és három gyermek édesanyjaként – újra visszatért a WTA Tour mezőnyébe. A koronavírus-járvány miatt kevés lehetősége akadt játékra, és 2022 áprilisában bejelentette, hogy véglegesen visszavonul.
Clijsters a női mezőny legsportszerűbb személyiségei közé tartozik, játékostársai 2000 és 2012 között nyolcszor választották meg az év legsportszerűbb teniszezőnőjének. 2017-ben bekerült a Teniszhírességek csarnokába.

## Magánélete
Kim Clijsters sportoló családba született 1983. június 8-án, a holland határ közelében található Bilzenben, Belgium flamand nyelvű régiójában. Édesapja, Lei Clijsters negyvenszer lépett pályára a belga labdarúgó-válogatott hátvédjeként, részt vett az 1986-os és az 1990-es világbajnokságon, s 1988-ban az év futballistájának választották hazájában. Édesanyja, Els Vandecaetsbeek tornászként országos belga bajnok lett, később hátproblémák miatt kellett visszavonulnia az aktív sportolástól. A szülők 2005 tavaszán elváltak, az édesapa pedig 2009 elején tüdőrákban elhunyt. Kimnek van egy két évvel fiatalabb húga, Elke, aki 2004-ig szintén profi teniszező volt, amikor édesanyjához hasonlóan hátsérülés miatt vissza kellett vonulnia.
Clijsters a 2000-es Australian Openen ismerkedett meg Lleyton Hewitt ausztrál teniszezővel, 2003 decemberében pedig el is jegyezték egymást. 2004 októberében azonban – amikor már a tervezett esküvőről szóltak a hírek – szakított a pár. Másfél évvel később, 2006 áprilisában jelentette be, hogy eljegyezte magát Brian Lynch amerikai kosárlabdázóval, akihez 2007. július 13-án, a nyilvánosság kizárásával hozzá is ment. Három gyermekük van, egy kislány és két kisfiú: Jada Ellie 2008. február 27-én, Jack Leon 2013. szeptember 18-án, Blake 2016 októberének végén született meg.

## Játékstílusa

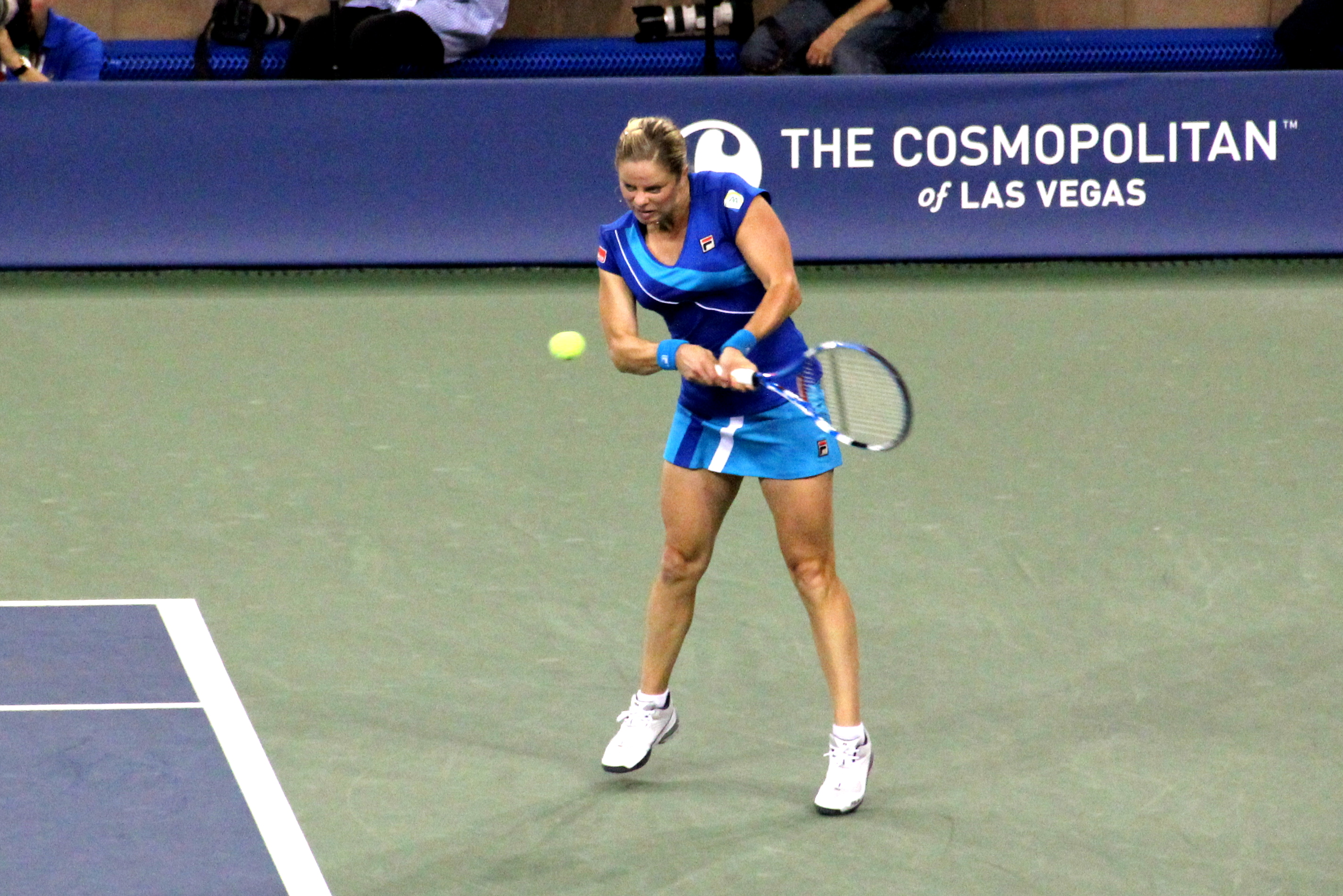
Clijsters fonákja (2010-es US Open)

Pályafutása alatt Clijsters elsősorban az alapvonal-játékosok közé tartozott, de a pálya bármely pontján képes volt jól játszani. Remekül védekezett, de gyorsan át tudott lendülni támadásba is. Csupán az alapvonalról játszva nagyon nehezen lehetett legyőzni őt.
Erős tenyeresével nagy nyomás alatt tudta tartani ellenfeleit, előfordult azonban, hogy nem működött megfelelően. Ennek valószínűleg az volt az oka, hogy hátralendítés közben kisebb hurkot írt le a karjával ütés előtt, így ha az ellenfél elég keményen és laposan arra az oldalára játszott, nem volt ideje felkészülni a kivitelezésére. Legfőbb erőssége a fonákja volt, amely ritkán hagyta őt cserben. A pálya bármely részéről nehéz szögben is pontosan tudta helyezni vele a labdát.
Clijsters stabil, megbízható szervával rendelkezett, amelynek köszönhetően olykor könnyű pontokat szerzett, általában véve azonban kevésbé volt alkalmas arra, hogy uralja vele a saját adogatójátékát. Egész stílusát a játék variálása jellemezte, nem erővel próbálta legyőzni ellenfeleit.
A női mezőny legjobb fizikumú játékosai közé tartozott. Játék közben alacsonyan tartotta a súlypontját, ennek köszönhetően gyorsan tudott reagálni a pályán történtekre, nehéz labdákat volt képes visszaadni. Az ehhez szükséges erős lábakat szerinte labdarúgó édesapjától örökölte. Minden borításhoz jól tudott alkalmazkodni. Mentálisan nagyon stabil volt, amiben valószínűleg sokat segítettek sportoló szülei.

## Pályafutása

### Kezdetek
Kim Clijsters hatévesen kezdett el teniszezni. Első edzője Bart Van Kerckhoven volt, akivel 1992-től dolgozott együtt. Az ő segítségével szerezte meg első tornagyőzelmét 1994-ben, tizenegy évesen, amikor megnyerte a belga junior bajnokságot. 1996-ban Carl Maes kezei alá került, akivel 1998-ban a juniorok wimbledoni tornáján egyéniben a döntőig jutott, párosban pedig megnyerte  a Roland Garrost Jelena Dokićcsal, valamint a US Opent a dán Eva Dyrberggel.
A felnőttek között 1997 augusztusában, 14 évesen szerepelt először egy hazai rendezésű ITF-versenyen, s két mérkőzést sikerült győztesen befejeznie. 1998 júliusában indult el második tornáján, Brüsszelben, amelyet meg is nyert, néhány héttel később pedig egy újabb versenyén szerezte meg a végső győzelmet.

### 1999
Az esztendő elején Sheffieldben megnyerte harmadik egyéni ITF-tornáját is, majd néhány héttel később Reimsben ismét a döntőig jutott, de vereséget szenvedett a nála egy évvel idősebb Justine Henintől. Első WTA-tornáját Antwerpenben játszotta májusban, néhány héttel a tizenhatodik születésnapja előtt. A selejtezőből szerencsés vesztesként jutott fel a főtáblára (vagyis a kvalifikáció utolsó körében vereséget szenvedett, de visszalépések miatt mégis játékjogot kapott), s egészen a negyeddöntőig jutott, ahol az első kiemelt Sarah Pitkowski-Malcor állította meg három szettben. Első Grand Slam-tornáján, Wimbledonban ismét a főtáblára jutott, sőt szettet sem veszítve nyert meg három mérkőzést, legyőzve többek között első top 10-es ellenfelét, a dél-afrikai Amanda Coetzert. Végül csak példaképe, Steffi Graf tudta legyőzni őt. A kiugró eredménynek köszönhetően majdnem száz helyet lépett előre a világranglistán, s július 5-én bekerült a legjobb száz játékos (98.) közé, aminek köszönhetően a US Openen már nem kellett selejtezőt játszania. Első két mérkőzését játszmavesztés nélkül nyerte meg, de aztán a tizennyolc éves Serena Williams ellen vereséget szenvedett.
Még ebben az esztendőben megszerezte első WTA-győzelmét is, miután szeptember második felében selejtezősként megnyerte a Tier III-as luxemburgi tornát, a döntőben honfitársát, Dominique Van Roostot legyőzve. A győzelemnek köszönhetően szeptember 27-én bekerült a legjobb ötven közé (50.) a világranglistán. Egy hónappal később Pozsonyban újabb finálét játszhatott egyéniben, de kikapott Amélie Mauresmótól, párosban viszont első WTA-győzelmének örülhetett, oldalán Laurence Courtois-val. A szezont a negyvenhetedik helyen zárta.

### 2000
Az év elején Hobartban megszerezte második tornagyőzelmét, a döntőben Chanda Rubin ellen nyert. Az Australian Openen viszont rosszul sikerült a bemutatkozása, már az első fordulóban kikapott honfitársától, Dominique van Roosttól. Tavasszal első alkalommal szerepelt a két nagy amerikai tornán, Indian Wellsben és Miamiban. Mindkettőn a negyedik fordulóban esett ki, s mindkétszer nála jóval esélyesebb ellenfelekkel, Serena Williamsszel, illetve a világelső Martina Hingisszel szemben.
A salakos szezon felemásan sikerült számára, mivel Antwerpenben párosban megnyerte a tornát honfitársa, Sabine Appelmans oldalán, egyesben viszont ugyanezen a versenyen a második körben búcsúzott, a Roland Garroson pedig nem tudott mérkőzést nyerni egyesben. Wimbledonban az első fordulóban meglepetésre legyőzte a hetedik kiemelt Nathalie Tauziat-t, utána viszont vereséget szenvedett Anasztaszija Miszkinától. Ezen a tornán vegyes párosban nagyobb sikert ért el, miután partnerével, Lleyton Hewitt-tal egészen a döntőig jutottak, ott azonban két játszmában kikaptak a Donald Johnson–Kimberly Po-kettőstől.
A US Open-sorozat versenyei közül Stanfordban és San Diegóban már az első körben kikapott, majd New Havenben sikerült először mérkőzést nyernie, ahol végül a negyeddöntőben búcsúzott. A US Open első körében 6–0, 6–0-ra verte a spanyol Marta Marrerót, de a második fordulóban háromjátszmás vereséget szenvedett a második kiemelt Lindsay Davenporttól.
Clijsters az év végén kezdett ismét jobban játszani. Október első hetében Filderstadtban csak a döntőben szenvedett vereséget az első kiemelt Martina Hingistől, október végén Lipcsében pedig megnyerte harmadik WTA-tornáját is, sorrendben Szugijama Ait, Arantxa Sánchez Vicariót, Jelena Dokićot, Anna Kurnyikovát, majd a döntőben Jelena Lihovcevát legyőzve. Győzelmének köszönhetően november 6-án bejutott a legjobb húsz közé (20.) a világranglistán, ennek köszönhetően novemberben – részben a visszalépők miatt – először indulhatott el az év végi világbajnokságon, amelyen akkoriban tizenhat játékos vett részt. A nyolcaddöntőben két játszmában legyőzte Sánchez Vicariót, a negyeddöntőben viszont háromszettes vereséget szenvedett Jelena Gyementyjevától. A szezont a világranglista 18. helyén zárta.

### 2001
Clijsters az év első felében tovább folytatta a Top 10-hez való felzárkózását. Az Australian Openen először volt kiemelt (15.) egy Grand Slam-tornán, s a negyedik fordulóban esett ki a második kiemelt Lindsay Davenporttal szemben. Márciusban az Indian Wells-i verseny harmadik körében kiejtette Justine Henint, majd az elődöntőben először sikerült legyőznie a világelső Martina Hingist, így első alkalommal jutott be egy Tier I-es torna döntőjébe. A fináléban Serena Williams volt az ellenfele, s az első játszmát sikerült megnyernie, végül azonban 4–6, 6–4, 6–2 arányban vereséget szenvedett. A következő tornán, Miamiban a negyedik körig jutott, ahol ismét Serena Williams állította meg őt, ezúttal két játszmában.
A Roland Garros negyeddöntőjében Mandula Petrát búcsúztatta el, az elődöntőben pedig ismét legyőzte honfitársát, Justine Henint. Pályafutása első Grand Slam-döntőjében a másodvirágzását élő Jennifer Capriatival került szembe, aki ellen rendkívül szoros, 2 óra 21 percig tartó háromszettes mérkőzésen maradt alul 1–6, 6–4, 12–10 arányban.
A következő heti világranglistán, június 11-én Clijsters bekerült a legjobb tízbe, s a füves szezon első tornáján, ’s-Hertogenboschban első kiemeltként indulhatott el. Itt ismét a döntőig jutott, de nyerni ezúttal sem tudott, mivel Justine Henin jobbnak bizonyult nála. Wimbledonban szettet sem veszítve jutott el a negyeddöntőig, de Lindsay Davenporttól sima két játszmában vereséget szenvedett.
Legközelebb július közepén, a belgiumi Knokke-Heistben, egy salakos versenyen lépett pályára, ahol az elődöntőben kapott ki a későbbi győztestől, az üzbég Iroda Tuljaganovától. Egy héttel később a kemény pályás stanfordi tornán már sikerült megnyernie a finálét, amelyben Lindsay Davenportot győzte le. Negyedik tornagyőzelmével Clijsters bekerült az első ötbe a ranglistán. A US Openen Wimbledonhoz hasonlóan a negyeddöntőben esett ki, ezúttal Venus Williams ejtette ki két játszmában.
Szeptember végén Lipcsében sikerült megvédenie a címét, a döntőben Magdalena Maleevát győzte le. Egy hónappal később Luxemburgban újra tornát nyert, a fináléban ezúttal Lisa Raymondot múlta felül két játszmában. Az év végi világbajnokságon két mérkőzést sikerült megnyernie, Jelena Gyementyjeva, illetve Arantxa Sánchez Vicario ellen, az elődöntőben azonban kikapott Lindsay Davenporttól. Az esztendőt a világranglista ötödik helyén fejezte be.

### 2002
Sydneyben Justine Henin legyőzése után az elődöntőben maradt alul Martina Hingisszel szemben. Az Australian Openen a nyolc között megint összehozta a sorsolás Heninnel, s ezúttal is ő került ki győztesen az összecsapásból, az elődöntőben viszont vereséget szenvedett Jennifer Capriatitól. Clijsters március 6-án már a harmadik helyen állt a világranglistán, annak ellenére, hogy az Australian Open után karsérülés miatt majdnem két hónapig nem lépett pályára.
Indian Wellsben tért vissza, ahol azonban első kiemeltként meglepetésre már a nyitó meccsén kikapott Nathalie Dechytől. Bár nem volt teljesen egészséges, mivel fülgyulladással küszködött, ettől függetlenül 1989 óta először fordult elő, hogy az első kiemelt játékos nem tudott mérkőzést nyerni ezen a versenyen (Clijsters az első körben erőnyerőként nem lépett pályára). Miamiban három meccset nyert meg, a negyeddöntőben Szeles Mónikától szenvedett vereséget.
Április végén, a salakszezon első állomásán, Hamburgban már nem talált legyőzőre, így először nyert tornát 2002-ben. A döntőben a címvédő, s ekkoriban már világelső Venus Williamset győzte le három játszmában. Május elején Berlinben ismét nyert mérkőzés nélkül búcsúzott, Anná Szmasnóvától szenvedett vereséget. Egy héttel később, Rómában az elődöntőig jutott, ahol ezúttal nem bírt Justine Heninnel, s két szettben kikapott tőle. A Roland Garroson negyedik kiemeltként indult el, s az első két fordulón szoros mérkőzéseket játszva jutott túl. Előbb 3–6, 6–3, 8–6-ra győzte le a világranglista hatvanhetedik helyén álló fehérorosz Taccjana Pucsakot, majd 7–6(4), 7–6(7)-tel búcsúztatta a szintén nem az élmezőnyhöz tartozó Eléni Danjilídut. Ennek ellenére a harmadik fordulóban váratlan, és nagyon sima, 6–4, 6–0-s vereséget szenvedett a ranglista nyolcvanhetedik helyén álló argentin Clarisa Fernándeztől, amihez nagyban hozzájárult az ötvenkilenc ki nem kényszerített hibája is.
A füves szezonban négy mérkőzéséből kettőt nyert meg Clijsters. A ’s-hertogenboschi tornán első kiemeltként már a negyeddöntőben kiesett, miután kétszettes vereséget szenvedett a szlovén Tina Pisniktől, Wimbledonban pedig a második körben búcsúzott, mivel két játszmában kikapott Jelena Lihovcevától.
A US Open Series első állomásán, Stanfordban címvédőként legyőzte Meilen Tut, az ekkor 17 éves Jelena Jankovićot, majd Lindsay Davenportot is, a fináléban azonban két játszmában alulmaradt Venus Williamsszel szemben. San Diegóban szintén az idősebbik Williams-lánytól kapott ki a negyeddöntőben, Los Angelesben nyert mérkőzés nélkül búcsúzott a tornától, s Montrealban is csupán egyszer tudott győzni. A US Openen a negyedik körben esett ki, miután három játszmában vereséget szenvedett Amélie Mauresmótól. Ezekben a hetekben csak egy páros tornagyőzelemnek örülhetett, amelyet Los Angelesben ért el Jelena Dokić oldalán.
Clijsters az őszi versenyek idején ismét jobb formában játszott, mivel három alkalommal is egyéni tornagyőzelemnek örülhetett. Bár szeptember második felében előbb a tokiói verseny fináléjában Serena Williamstől, majd a lipcsei torna negyeddöntőjében Anasztaszija Miszkinától is kikapott, októberben Filderstadtban Anasztaszija Miszkina, Iva Majoli, Lindsay Davenport, Amélie Mauresmo, s végül Daniela Hantuchová legyőzésével megszerezte pályafutása nyolcadik egyéni WTA-címét. Ezt követően Zürichben a negyeddöntőben kikapott ugyan Davenporttól, Luxembourgban azonban ismét övé lett a végső győzelem, miután a fináléban két sima játszmában felülmúlta Magdalena Maleevát. Ugyanitt párosban is megnyerte a versenyt, oldalán a szlovák Janette Husárovával. Az év utolsó tornája ezúttal is a világbajnokság volt számára, ahol Chanda Rubin, Justine Henin, majd Venus Williams kiejtése után a döntőben öt egymás elleni vereség után karrierje során első alkalommal sikerült felülmúlnia a címvédő és világelső Serena Williamset. A szezont az ötödik helyen fejezte be.

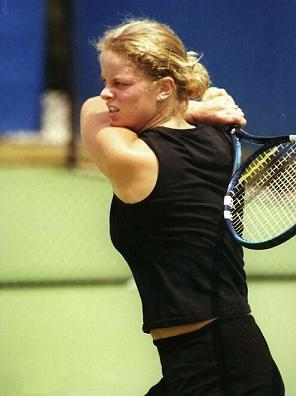
2003-ban, edzés közben

### 2003
Clijsters először tudott tornát nyerni Sydneyben. Patty Schnyder, Chanda Rubin és Justine Henin után a fináléban Lindsay Davenportot győzte le. Az Australian Openen a legjobb 16 között Amanda Coetzert búcsúztatta, majd Anasztaszija Miszkinát is megállította. Az elődöntőben a világelső Serena Williamsszel került össze, akivel szemben a döntő játszmában már 5–1-re vezetett, s két mérkőzéslabdája is volt, végül mégis elveszítette a találkozót 4–6, 6–3, 7–5 arányban.
A következő három tornájának mindegyikén döntőbe jutott, s egyet sikerült megnyernie közülük. Antwerpenben Venus Williamstől két játszmában, az Arizona állambeli Scottsdale-ben Szugijama Aitól három szettben kapott ki a fináléban. Indian Wellsben első kiemeltként legyőzte Fabiola Zuluagát, Francesca Schiavonét, Nathalie Dechyt, Chanda Rubint, Conchita Martínezt, majd a döntőben Lindsay Davenportot is, így pályafutása addigi legnagyobb sikerét elérve először nyert meg egy Tier I-es tornát. Clijsters Miamiban is sokáig versenyben maradt, de az elődöntőben vereséget szenvedett Serena Williamstől.
A salakos szezon hasonló sikereket hozott számára. A berlini torna első kiemeltjeként a negyeddöntőben Daniela Hantuchovát, az elődöntőben pedig – karrierje során először – Jennifer Capriatit győzte le, a fináléban azonban 6–4, 4–6, 7–5-re kikapott Henintől. Egy héttel később Rómában Virginia Ruano Pascual, Cara Black, Anasztaszija Miszkina és Szugijama Ai legyőzésével ismét bejutott a döntőbe, s ezúttal sikerült megnyernie a versenyt, miután 3–6, 7–6(3), 6–0 arányban jobbnak bizonyult Amélie Mauresmónál. A Roland Garroson Clijsters második kiemelt volt. Az első három körben szettveszteség nélkül búcsúztatta Amy Fraziert, Marlene Weingärtnert és Paola Suárezt, majd Magdalena Maleevát győzte le három játszmában. A negyeddöntőben Conchita Martínezt, az elődöntőben pedig Nagyja Petrovát is kiejtette, így 2001 után másodszor jutott be a Roland Garros fináléjába. A tenisztörténelem első belga Grand Slam-házidöntőjében Justine Henin volt az ellenfele, s a belga királyi család, valamint a belga miniszterelnök által a helyszínen megtekintett mérkőzésen Clijsters sima, 6–0, 6–4-es vereséget szenvedett.
A füves ’s-hertogenboschi tornán első kiemeltként kiejtette Cara Blacket, Tina Pisniket, majd Barbara Rittnert is. A fináléban ismét Henin volt az ellenfele, aki az első szettet megnyerte ugyan, de a második játszma elején megsérült, ezért feladta az így Clijsters győzelmét hozó találkozót. Wimbledonban először jutott el az elődöntőig, ahol Venus Williams ellen szenvedett 4–6, 6–3, 6–1-es vereséget.
Az amerikai kemény pályás szezont tornagyőzelemmel kezdte, miután a stanfordi verseny döntőjében legyőzte Jennifer Capriatit. San Diegóban az elődöntőben kiejtette Lindsay Davenportot, a finálét azonban nem sikerült megnyernie, mivel három játszmában kikapott Justine Henintől. Los Angelesben aztán újra tornagyőzelmet ünnepelhetett, a döntőben ezúttal Davenportot győzte le 6–1, 3–6, 6–1-re.
A versenyt követően, augusztus 11-én Clijsters először került a világranglista élére, Serena Williamstől vette át a világelsőséget, aki ötvenhét egymást követő héten át állt az élen. Éppen néhány nappal ezt követően szenvedte el az év során a legváratlanabb vereségét, mivel Torontóban nagy meglepetésre már a harmadik fordulóban kikapott a ranglista 38. helyén álló Lina Krasznoruckajától. Clijstersnek ez volt az egyetlen tornája 2003-ban, amelyen nem jutott el legalább az elődöntőig. A US Openen pályafutása során harmadszor sikerült bejutnia egy Grand Slam-torna fináléjába, miután játszmavesztés nélkül legyőzte Amber Liut, Laura Granville-t, Szvetlana Kuznyecovát, Meghann Shaughnessy-t, Amélie Mauresmót és Lindsay Davenportot is. A győzelem azonban ezúttal sem sikerült, Justine Henin 7–5, 6–1 arányban jobbnak bizonyult nála.
Szeptember végén Clijsters a lipcsei torna elődöntőjében bokasérülés miatt 7–5, 4–4-es vezetésnél feladni kényszerült az Anasztaszija Miszkina elleni mérkőzését, két héttel később pedig a filderstadti döntőben újra Heninnel játszott, a szezon során immár nyolcadszor. A mérkőzés tétje a világelsőség volt, Henin győzelem esetén átvehette volna a vezetést a világranglistán, Clijsters azonban 5–7, 6–4, 6–2-re nyert, így maradt az élen. Egy héttel később, október 20-án azonban mégis a második helyre szorult, mivel amíg ő Zürichben az elődöntőben kiesett, addig Henin megnyerte a tornát, s így mindössze 83 ponttal, de megelőzte őt. Clijsters ezt követően további két tornagyőzelmet aratott még. Luxemburgban Chanda Rubint győzte le a fináléban, az év végi világbajnokságon pedig Amélie Mauresmót. Henint viszont ezzel is csak átmenetileg tudta visszaelőzni, így a második helyen zárta az évet.
Párosban a 2003-as év hasonlóan sikeres volt számára. Állandó partnerével, Szugijama Aival az év során összesen hét tornán diadalmaskodott, köztük két Grand Slam-tornán, a Roland Garroson és Wimbledonban. Emellett további három alkalommal jutottak döntőbe, aminek köszönhetően Clijsters augusztus 4-én egy időre átvette a vezetést a páros világranglistán is. Ennek ellenére a következő szezontól kezdve már csak ritkán párosozott.

### 2004
2004-ben Clijsters kihagyta az előversenyeket, így az Australian Openen kezdte meg a versenyzést. A tornát bokasérüléssel játszotta végig, amelyet az év első hetében megrendezett Hopman-kupán szenvedett el. A negyeddöntőben a hatodik kiemelt Anasztaszija Miszkinát sikerült legyőznie úgy, hogy a mérkőzés közben ápolni kellett a bokáját. Az elődöntőben Patty Schnydert is kiejtette, így negyedszer jutott egy Grand Slam-torna döntőjébe, és immár harmadszor volt az ellenfele belga riválisa, Justine Henin. Clijsters 3–6, 2–4-ről jött vissza a mérkőzésbe, a második szettet meg is nyerte, de végül megint vereséget szenvedett, 6–3, 4–6, 6–3-ra.
Február második hetében Párizsban sikerült megszereznie a huszadik tornagyőzelmét, miután a fináléban kevesebb mint egy óra alatt 6–2, 6–1-re legyőzte Mary Pierce-t. Egy héttel később újabb versenyt nyert meg, ezúttal Antwerpenben. A döntőben Silvia Farina Eliát győzte le 15 ezer hazai néző előtt 6–3, 6–0-ra. Március elején címvédőként tért vissza Indian Wellsbe, s az első mérkőzésén le is győzte Angelika Röscht, de a mérkőzés folyamán csuklósérülést szenvedett, így nemcsak a következő fordulótól, hanem a néhány nappal később kezdődő miami tornától is kénytelen volt visszalépni.
Összesen öt hetet hagyott ki, legközelebb április végén lépett pályára a hazai pályán megrendezett, Horvátország elleni Fed-kupa-találkozón. Egy héttel később Berlinben játszott, ahol az első meccsén ismét kiújult a csuklósérülése, s bár továbbjutott, a következő mérkőzésére már nem állt ki. Egy cisztát kellett eltávolítani a bal csuklójából, s emiatt a Roland Garrost, Wimbledont, majd a US Opent is kénytelen volt kihagyni. Az athéni olimpián szintén nem vett részt, bár ennek elsődleges oka egy ruhaszponzorálás körüli vitából fakadt, mivel Clijstersnek a belga csapat tagjaként Adidas felszerelésben kellett volna pályára lépnie, míg a saját támogatója a FILA volt.
A felépülést követően szeptember végén, a belgiumi Hasseltben lépett először pályára. Játszmaveszteség nélkül jutott el az elődöntőig, ott azonban Jelena Bovina ellen 4–6, 2–2-es állásnál fel kellett adnia a mérkőzést, mert ismét fájni kezdett a bal csuklója, bár még egykezes fonákkal is megpróbált játszani, hogy kímélje a kezét. Kiderült, hogy nem a régi sérülés újult ki, hanem egy új keletkezett a régi közelében. A szezon hátralevő részében emiatt már nem is lépett pályára, az évet a világranglista 22. helyén zárta.

### 2005
Sérülése miatt az Australian Opent is kénytelen volt kihagyni, s először csak február közepén, Antwerpenben lépett pályára, ahol a negyeddöntőben Venus Williamstől kapott ki. Február végén már a 134. helyig csúszott vissza a világranglistán, de Indian Wellsben a főtáblán kapott helyet. A negyeddöntőben Conchita Martínezt, majd az elődöntőben a negyedik kiemelt Jelena Gyementyjevát is legyőzte, a döntőben pedig az akkori világelső Lindsay Davenport sem tudta megállítani őt. Tornagyőzelmének köszönhetően egészen a 38. helyig ugrott előre a világranglistán. A győzelmi sorozat a másik nagy amerikai versenyen, Miamiban sem szakadt meg. A torna során játszmát sem veszített, s négy Top 10-es játékost is sikerült felülmúlnia, sorrendben Anasztaszija Miszkinát, Jelena Gyementyjevát, Amélie Mauresmót, majd a döntőben a nem egészen 18 éves Marija Sarapovát.
A két tornagyőzelemmel a Top 20-ba visszajutó Clijsters salakon már nem tudta megismételni ezeket a sikereket. Varsóban az elődöntőben kapott ki Szvetlana Kuznyecovától, Berlinben térdsérülés miatt adta fel a Patty Schnyder elleni mérkőzését a harmadik fordulóban, majd a Roland Garros negyedik körében háromjátszmás vereséget szenvedett Lindsay Davenporttól.
A füves szezon első tornáján azonban újabb tornagyőzelemnek örülhetett, mivel az eastbourne-i verseny fináléjában két szettben legyőzte az orosz Vera Dusevinát. Wimbledonban három mérkőzést sikerült megnyerni, majd a negyedik körben Davenport újra legyőzte őt három játszmában.
A US Open előtt négy versenyen indult el, s ebből háromszor sikerült megszereznie a végső győzelmet. Stanfordban Venus Williamset múlta felül a döntőben, aminek köszönhetően ismét visszakerült a Top 10-be. San Diegóban meglepetésre a negyeddöntőben kikapott a világranglista 46. helyén álló kínai Peng Suajtól, Los Angelesben viszont játszmavesztés nélkül nyerte meg a versenyt, a fináléban a szlovák Daniela Hantuchovát legyőzve. A torontói verseny döntőjében több mint másfél év után találkozott össze újra Heninnel, akit ezúttal 7–5, 6–1-re le tudott győzni. A US Openen az első négy mérkőzését fölényesen megnyerte, a negyeddöntőben három szettben kiejtette Venus Williamset, majd az első kiemelt Marija Sarapovát is legyőzte, így ötödik alkalommal sikerült bejutnia egy Grand Slam-torna fináléjába. Ellenfele Mary Pierce volt, s miután Clijsters 6–3, 6–1-re megnyerte a mérkőzést, sikerült megszereznie pályafutása első Grand Slam-győzelmét.
Legközelebb szeptember végén, Luxembourgban lépett pályára, ahol ismét tornagyőzelmet szerzett. A fináléban Anna-Lena Grönefeldet győzte le. Filderstadtban a negyeddöntőben búcsúzott, majd október végén Hasseltben megszerezte pályafutása harmincadik WTA-győzelmét is, Francesca Schiavonét legyőzve az utolsó mérkőzésen. Az év végi világbajnokságon csupán egy meccset sikerült megnyernie, így nem jutott tovább a csoportjából. A szezont a 2003-as esztendőhöz hasonlóan a világranglista második helyén zárta.

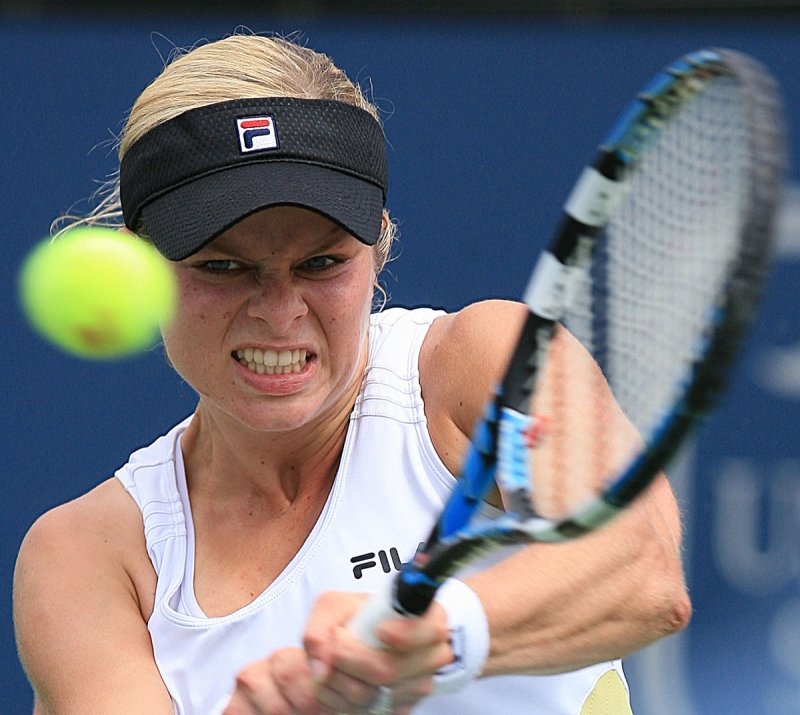
A 2006-os San Diegó-i versenyen

### 2006
Clijsters az év elején egy hongkongi bemutatótornán vett részt, ahol a döntőben Davenportot felülmúlva sikerült megszereznie a győzelmet. Első WTA-tornáját Sydneyben játszotta, de az első mérkőzés megnyerése után derékbántalmak miatt visszalépett a versenytől. Az Australian Openen játszmavesztés nélkül jutott be a negyeddöntőbe, ahol a korábbi világelső Martina Hingist győzte le. Az elődöntőben Amélie Mauresmóval játszott, aki ellen a maga szempontjából 7–5, 2–6, 2–3-as állásnál az egyik labdamenet közben aláfordult a jobb bokája, s bár ápolás után megpróbálta folytatni a játékot, végül kénytelen volt feladni a mérkőzést. Ez az eredmény is elegendő volt azonban ahhoz, hogy január 30-án átvegye a vezetést a világranglistán, amivel ő lett az első játékos, aki egy éven belül tudott a Top 100-on kívülről a ranglista élére kerülni.
Világelsőségét csupán hét héten keresztül, március 21-ig sikerült megőriznie, ami annak is köszönhető volt, hogy ez idő alatt csak egyetlen tornán, a számára hazai pályán rendezett antwerpeni versenyen indult el, amelynek döntőjében éppen a helyét elfoglaló Mauresmótól szenvedett háromszettes vereséget, illetve címvédő létére nem vett részt az Indian Wells-i tornán. Az antwerpeni után a miami versenyen szerepelt legközelebb, ahol szintén címvédőként már az első mérkőzésén vereséget szenvedett az amerikai Jill Craybastól.
A salakos idény első versenyén, Varsóban megszerezte első tornagyőzelmét a szezon során, miután a döntőben kétszettes győzelmet aratott Szvetlana Kuznyecova felett. A Roland Garroson játszmavesztés nélkül jutott el az elődöntőig, a nyolcaddöntőben Daniela Hantuchovát, a negyeddöntőben pedig Martina Hingist kiejtve. A döntőbe jutás viszont már nem sikerült, mert 6–3, 6–2-re kikapott Justine Henintől. A következő két tornáján szintén Henin állította meg Clijsterst, előbb Eastbourne-ben, majd Wimbledonban is az elődöntőben kapott ki tőle.
Az amerikai kemény pályás szezon első állomásán, Stanfordban megszerezte második tornagyőzelmét 2006-ban. A döntőben Patty Schnydert győzte le 6–4, 6–2-re. Egy héttel később San Diegóban is finálét játszhatott, de akkor Marija Sarapova jobbnak bizonyult nála. Montrealban erőnyerőként nem lépett pályára az első fordulóban, a második körben azonban fel kellett adnia a Stéphanie Dubois elleni mérkőzését, mivel az egyik labdamenet közben elcsúszott, s ráesett a bal csuklójára. Az újabb sérülés miatt kénytelen volt távol maradni a US Opentől is.

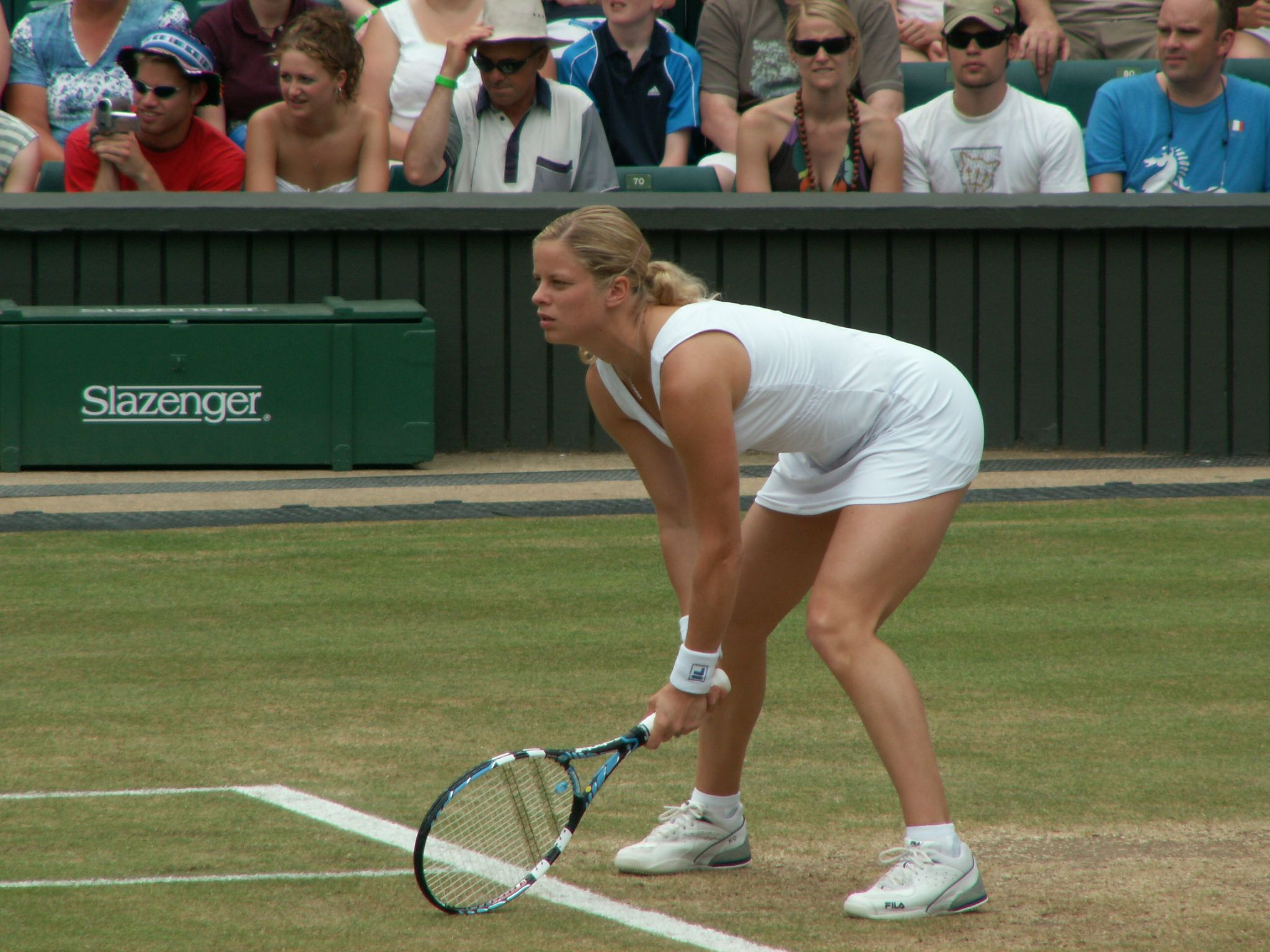
Wimbledonban 2006-ban

Október végén, Hasseltben lépett legközelebb pályára, ahol sikeresen megvédte az előző évben megszerzett bajnoki címét, miután a fináléban három szettben legyőzte az észt Kaia Kanepit. Az év végi világbajnokságon az elődöntőig jutott el, a világelső Mauresmo állította meg őt három játszmában. A szezont a világranglista ötödik helyén zárta.

### 2007 – Visszavonulás
Clijsters már 2005-ben kijelentette, hogy a 2007-es szezon végén befejezi pályafutását, így minden tornájának úgy indult neki, hogy utolsó alkalommal versenyez az adott helyszínen. Ismét a hongkongi bemutatótornán kezdte a szezont, és sikerült megvédenie a címét, a fináléban Sarapovát legyőzve. Ezután Sydneyben lépett pályára, ahol Nicole Pratt, Sahar Peér, Li Na, végül a döntőben Jelena Janković legyőzésével, meccslabdáról fordítva megszerezte első és egyetlen WTA-győzelmét a szezonban. Az Australian Openen negyedik kiemeltként játszmavesztés nélkül jutott el a negyeddöntőig, ahol fordulatos mérkőzésen sikerült legyőznie 3–6, 6–4, 6–3-ra a hatodik kiemelt Martina Hingist. Az elődöntőn viszont már nem tudott túljutni, mert 6–4, 6–2-es vereséget szenvedett az első kiemelt Marija Sarapovától.
Legközelebb a február elején sorra kerülő párizsi tornán szerepelt volna a tervek szerint, de deréksérülés miatt kénytelen volt kihagyni a versenyt. Február közepén, Antwerpenben már pályára tudott lépni, s szettveszteség nélkül bejutott a döntőbe, de ott 6–4, 7–6(4)-os vereséget szenvedett az első kiemelt Mauresmótól.
Ezt követően egyre ritkábban tervezett pályára lépni, mert úgy érezte, több pihenésre van szüksége a tornák után. Már az antwerpeni versenyt megelőzően jelezte, hogy valószínűleg kihagyja a Roland Garrost, annak érdekében, hogy jobban felkészülhessen a wimbledoni tornára. Az előző esztendőhöz hasonlóan nem vett részt az Indian Wells-i tornán sem, s legközelebb csak március második felében, Miamiban lépett pályára. Ott sikerült legyőznie Morigami Akikót, majd Samantha Stosurt is, de a tizenhat között kikapott Li Nától. Újabb egy hónap elteltével Varsóban játszott legközelebb, s már az első meccsén vereséget szenvedett az ukrán Julija Vakulenkótól.
A vereség után néhány nappal, május 6-án, krónikusan elhúzódó sérüléseire hivatkozva váratlanul bejelentette azonnali visszavonulását. Eredeti szándékával ellentétben így már nem lépett pályára a szezon további részében, s ekkortól kezdve más jellegű feladatok kötötték le, többek között készült a júliusi esküvőjére. A világranglista negyedik helyén állt, amikor – mint később kiderült, átmenetileg – befejezte a profi teniszezést.

### 2009 – Újra versenyben
Clijsters majdnem két évvel visszavonulása, s valamivel több mint egy évvel kislánya, Jada Ellie megszületése után, 2009 márciusában egy belgiumi sajtókonferencián, a korábbi híreket megerősítve bejelentette, hogy májusban Wimbledonban részt vesz egy bemutató eseményen, amelyen Steffi Graf, Andre Agassi és Tim Henman társaságában tesztelni fogja a nemrégiben tetőszerkezettel ellátott centerpályát. Egyszersmind azt is megerősítette, hogy augusztusban Cincinnatiben folytatja versenyszerű pályafutását a WTA Touron, s szabadkártyát kér a US Openre.
A bemutató mérkőzéseken Clijsters Henmannal párban játszott egy szettet Agassi és Graf ellen, majd a férfiak egyesét követően Graf és Clijsters szerepelt a mintegy tizenötezres közönség előtt, miközben odakint esett az eső.
Cincinnatiben az első ellenfele Marion Bartoli volt, akit 6–4, 6–3-ra sikerült legyőznie. Ezt követően Patty Schnydert, majd a világranglista hatodik helyén álló Szvetlana Kuznyecovát is kiejtette a versenyből. A negyeddöntőben a világelső Gyinara Szafina volt az ellenfele, akivel szemben az első szettben 2–0-ra, a másodikban pedig 4–1-re is vezetett, végül azonban 6–2, 7–5-ös vereséget szenvedett. Torontóban előbb Elena Baltachát ejtette ki, majd Viktorija Azaranka személyében visszatérését követően már a második Top 10-es játékost győzte le. A legjobb 16 között viszont már nem bírt Jelena Jankovićcsal, 1–6, 6–3, 7–5-ös vereséget szenvedett úgy, hogy a döntő szettben 5–3-ra vezetett.

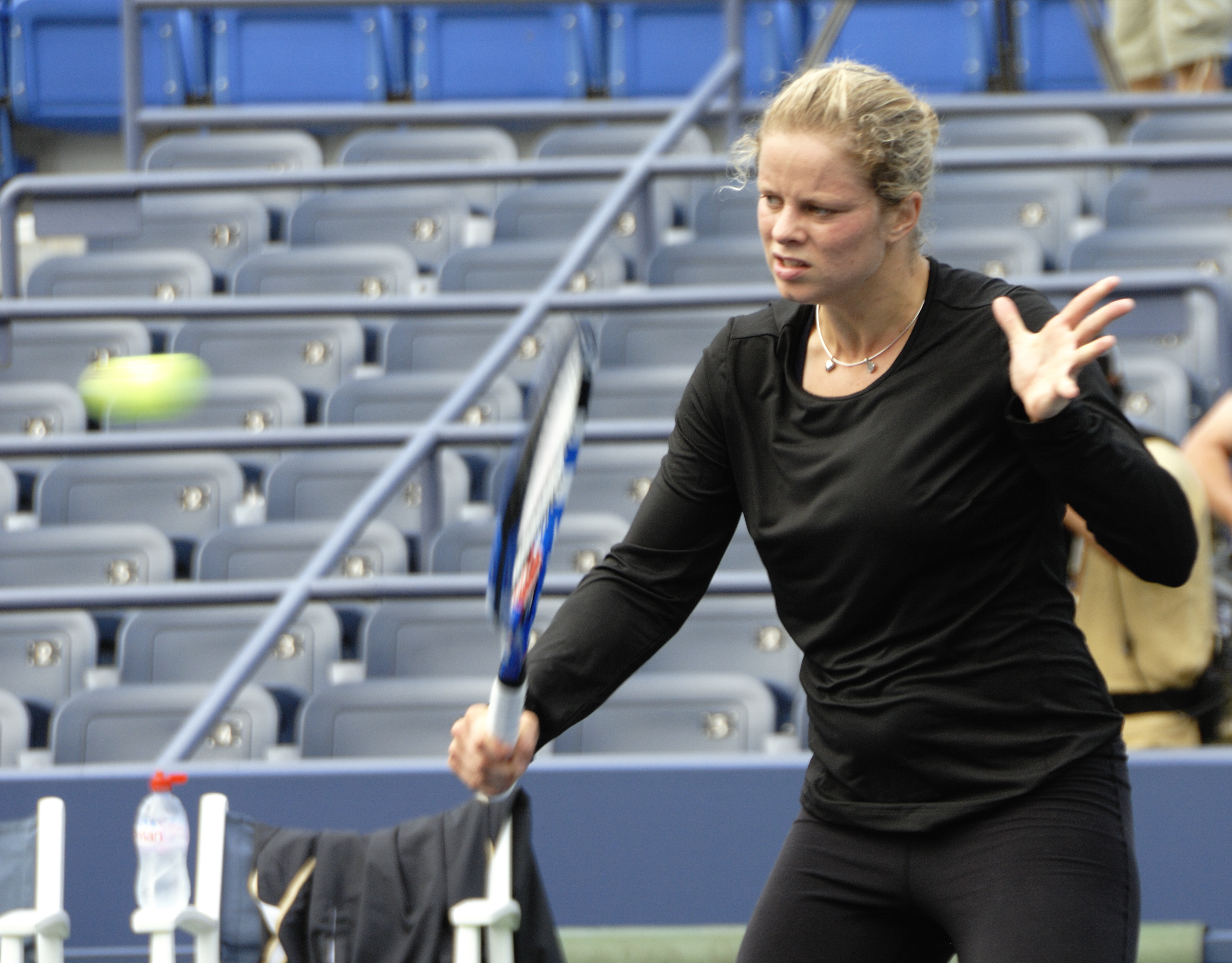
A 2009-es US Openen, edzés közben

A US Openen az ukrán Viktorija Kutuzova ellen kezdett, akit 6–1, 6–1-gyel búcsúztatott. Ezt követően újra Bartolival került szembe, s ezúttal is Clijsters jutott tovább a párharcból, 5–7, 6–1, 6–2-vel. A harmadik fordulóban Kirsten Flipkens következett, akit 6–0, 6–2-re győzött le. A nyolcaddöntőben találkozott első olyan ellenfelével Venus Williams személyében, akivel a visszavonulása előtt sok mérkőzést megvívott már. E meccset megelőzően éppen négy évvel korábban, a 2005-ös US Open negyeddöntőjében találkoztak utoljára, ahol a végső győzelmet is megszerző Clijsters nyert. A két játékos ismét szoros meccset játszott egymással, s végül ezúttal is Clijsters győzött 6–0, 0–6, 6–4-re. A negyeddöntőben Li Nát is kiejtette, az elődöntőben pedig a másik Williams nővérrel, Serenával került össze. A Serena viselkedése miatt végül botrányba fulladt mérkőzést Clijsters nyerte 6–4, 7–5-re úgy, hogy az utolsó pontot már le sem játszották. Ugyanis Williams a második játszmában, 5–6, 15–30-as állásnál második szervát ütött, de a vonalbíró lábhibát – ezzel pedig kettős hibát – ítélt. Clijsters így meccslabdához jutott, mire Williams hevesen reklamálni kezdett, egészen addig, amíg a székbírótól pontbüntetést nem kapott, így pedig a belga játékosnak nem is kellett teniszeznie az utolsó pontért, megnyerte az elődöntőt. Venus Williamsnek az 1997-es US Openen elért döntője óta ez volt az első alkalom, hogy egy nem kiemelt játékos bejutott a fináléba ezen a tornán. Clijsters döntőbeli ellenfele a 19 éves dán Caroline Wozniacki volt, akivel ez volt az első egymás elleni mérkőzésük. Az első szettben Wozniacki 5–4-nél a szettért adogatott, s már 30–15-re vezetett, de a továbbiakban nem tudott pontokat nyerni ebben a játékban. Clijsters ezt követően két bréklabdát hárítva 6–5-re fordított, majd semmire elvette a dán játékos szerváját, így 7–5-tel övé lett az első szett. A folytatásban már teljes mértékben Clijsters akarata érvényesült, s 7–5, 6–3-ra megnyerve a mérkőzést megszerezte pályafutása második Grand Slam-győzelmét. Ezzel ő lett az első teniszezőnő, aki szabadkártyával nyert meg egy Grand Slam-tornát, korábban a férfiaknál is csak Goran Ivanišević volt erre képes a 2001-es wimbledoni teniszbajnokságon. Emellett ő lett az első nem kiemelt teniszezőnő, aki megnyerte a US Opent, valamint Evonne Goolagong 1980-as wimbledoni győzelme óta az első édesanya, aki megnyert egy Grand Slam-tornát.
Győzelmének köszönhetően Clijsters, mindössze három tornával a háta mögött, szeptember 14-én bekerült a legjobb húszba (19.) a világranglistán, amihez hasonlóra korábban csupán egy játékos, az amerikai Andrea Jaeger volt képes 1980-ban. Ezt követően már csak egyetlen tornán indult el a szezon során, Luxembourgban, ahol a második körben Patty Schnydertől kapott ki. Az évet a világranglista 18. helyén zárta.

Interjú közben Eastbourne-ben, 2010-ben

### 2010
Clijsters Brisbane-ben kezdte az évet első kiemeltként. Az első két körben szettveszteség nélkül búcsúztatta Tathiana Garbint és Alicia Molikot, majd Lucie Šafářovát és Andrea Petkovićot is legyőzte, így bejutott a döntőbe. A fináléban Justine Henin volt az ellenfele, s Clijsters már 6–3, 4–1-re vezetett, ezután azonban egymást követő nyolc játékot elveszített, így a döntő szettben 3–0-s vesztésre állt. Henin 5–3-nál már a meccsért adogathatott, 5–4-nél pedig volt két mérkőzéslabdája is, de Clijsters mindkettőt hárította. Végül rövidítésre került sor, amelyben Henin három mérkőzéslabdát hárított egymás után, a negyediket azonban már beütötte Clijsters, így 6–3, 4–6, 7–6(6)-ra megnyerte a 2 óra 23 percig tartó színvonalas mérkőzést.
A soron következő tornán, az Australian Openen játszmavesztés nélkül jutott túl első két ellenfelén, a kanadai Valérie Tétreault-n és a thaiföldi Tamarine Tanasugarnon. A harmadik körben azonban pályafutása legsúlyosabb vereségébe futott bele, mivel Nagyja Petrovától úgy kapott ki 6–0, 6–1-re, hogy a mindössze 18 percig tartó első szettben csupán öt labdamenetet tudott megnyerni.
Legközelebb majdnem két hónappal később, Indian Wellsben lépett pályára, ahol 2005-ben szerepelt utoljára. Tizennegyedik kiemeltként az első fordulóban nem játszott, a másodikban pedig két játszmában legyőzte Barbora Strýcovát. Ezután Alisza Klejbanovával játszott, aki ellen a döntő szettben már 3–0-ra vezetett, végül azonban 6–4, 1–6, 7–6(4)-os vereséget szenvedett. A másik nagy amerikai tornán, Miamiban ismét csak a második fordulóban kellett pályára lépnie, s Petra Kvitová, Sahar Peér, Viktorija Azaranka és Samantha Stosur legyőzésével játszmavesztés nélkül jutott el az elődöntőig, ahol újra összetalálkozott Justine Heninnel. A mérkőzés forgatókönyve a brisbane-i döntőéhez hasonlóan alakult. Clijsters 6–2, 3–0-ra vezetett, Henin azonban ki tudta harcolni a döntő szettet, amelyet ezúttal is Clijsters nyert meg rövidítésben; a végeredmény 6–2, 6–7(3), 7–6(6) lett. Döntőbeli ellenfele a sérülten pályára lépő Venus Williams volt, akit az elődöntőnél könnyebb mérkőzésen 6–2, 6–1-re sikerült legyőznie, így a szezon során megszerezte második tornagyőzelmét is. Teljesítményének köszönhetően a verseny befejezését követő héten, április 5-én visszatérése óta első alkalommal bekerült a legjobb tízbe a világranglistán.
A szezon során első salakos mérkőzését Marbellán játszotta, s az első körben legyőzte Alexandra Dulgherut, utána viszont három játszmában meglepő vereséget szenvedett a selejtezőből feljutó, a világranglistán csupán a 258. helyen álló Beatriz García Vidaganytól. Április végén Belgiumban, a Fed-kupa észtek elleni párharcában győztesen fejezte be az első mérkőzését, utána azonban már nem lépett pályára, mivel az orvosok izomszakadást állapítottak meg a bal lábában, amelyet a meccs során szenvedett el. A sérülés miatt kénytelen volt visszalépni előbb a madridi tornától, majd a Roland Garrostól is.

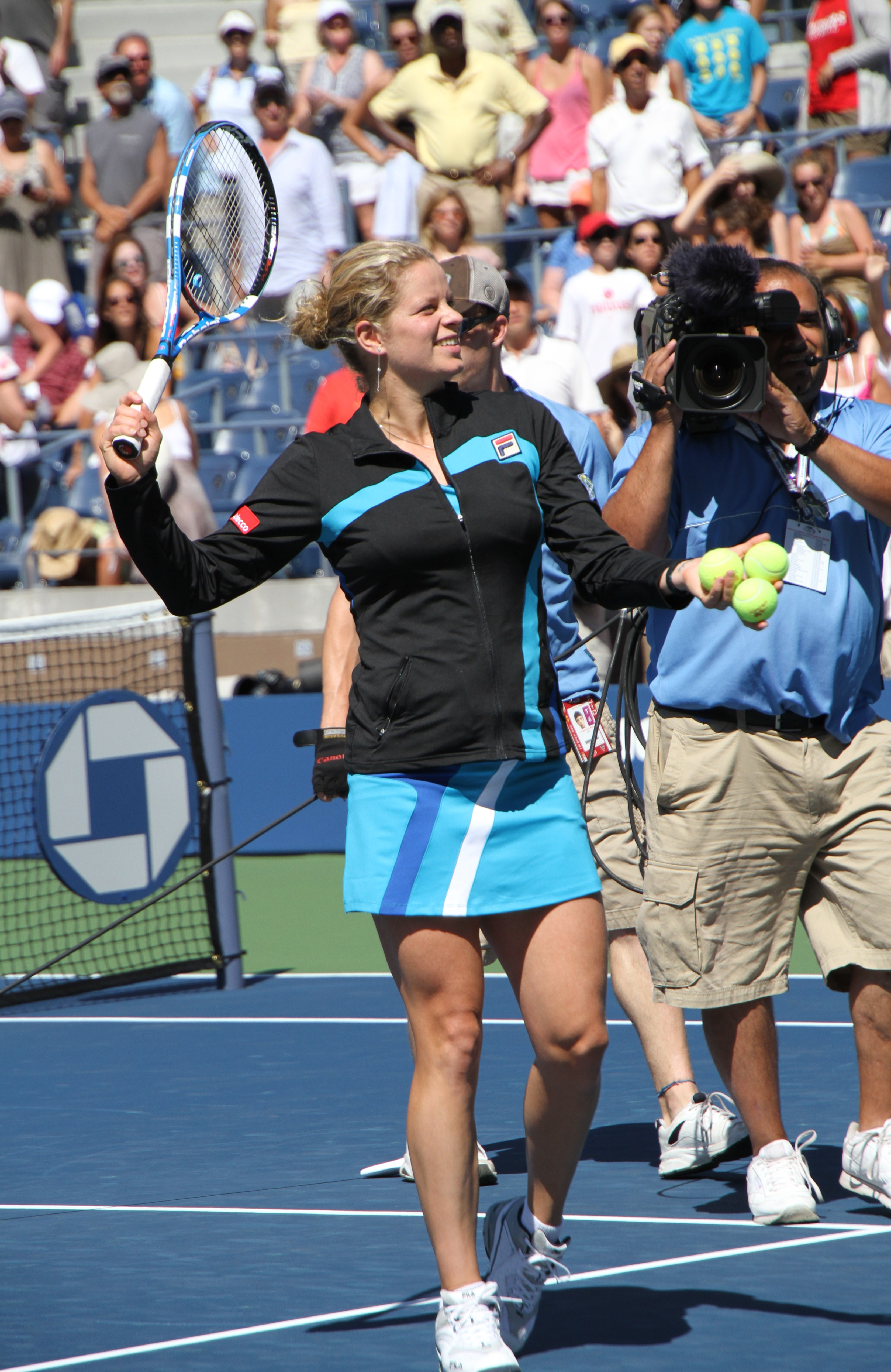
A 2010-es US Openen

Legközelebb június közepén, az eastbourne-i füves tornán lépett pályára, s az első két fordulóban Yanina Wickmayert és Lucie Šafářovát is fölényes győzelemmel búcsúztatta. A negyeddöntőben viszont kétszettes vereséget szenvedett Viktorija Azarankától. Wimbledonban nyolcadik kiemeltként indult el, s az első három fordulón szettveszteség nélkül sikerült túljutnia, Maria Elena Camerin, Karolina Šprem, valamint Marija Kirilenko legyőzésével. A negyedik körben a szezon során immár harmadszor került szembe legnagyobb riválisával, Justine Heninnel. Háromszettes mérkőzésük ezúttal kevesebb fordulatot hozott, de ismét Clijsters hagyta el győztesen a pályát, miután 2–6, 6–2, 6–3-ra megnyerte a találkozót. A negyeddöntőben Vera Zvonarjova volt az ellenfele, akitől 3–6, 6–4, 6–2-es vereséget szenvedett.
Clijsters legközelebb augusztusban, Cincinnatiben versenyzett, ahol negyedik kiemeltként nem kellett játszania az első fordulóban. Gyinara Szafina, Christina McHale, Flavia Pennetta, majd a mérkőzését sérülés miatt feladó Ana Ivanović legyőzésével szettveszteség nélkül jutott be a döntőbe. A fináléban Marija Sarapovával játszott, akinek 6–2, 5–3-nál három mérkőzéslabdája is volt, de Clijsters mindegyiket hárította, mielőtt egy nagy vihar félbeszakította a mérkőzést. Az esőszünetet követően az orosz játékos szerválhatott a meccsért, végül azonban Clijsters fordított, s 2–6, 7–6(4), 6–2-re megnyerte a találkozót. Győzelmével már a negyedik helyen állt a világranglistán.
A US Open előtt Montrealban is részt vett még egy felvezető versenyen. Első mérkőzését Bethanie Mattek-Sands ellen 4–6, 1–4-es állásról fordítva nyerte meg 4–6, 6–4, 6–3-ra. Ezután legyőzte Kaia Kanepit is, a negyeddöntőben azonban három játszmában vereséget szenvedett Vera Zvonarjovától.
A US Openen második kiemeltként először Arn Grétát győzte le két játszmában, majd Sally Peers, Petra Kvitová és Ana Ivanović ellen sem veszített szettet. A negyeddöntőben Samantha Stosurt, az elődöntőben pedig Venus Williamset is sikerült legyőznie három játszmában. Döntőbeli ellenfele Vera Zvonarjova volt, aki csak a mérkőzés elején fejtett ki komolyabb ellenállást, s végül Clijsters 6–2, 6–1-re megnyerte a csupán 59 percig tartó finálét. Ezzel Clijsters – mivel 2005-ben és 2009-ben is megnyerte a tornát, s a közbeeső években nem szerepelt a versenyen – zsinórban huszonegy alkalommal tudott győzni a US Openen, ami az open era történetében (vagyis 1968 óta) a második leghosszabb sorozat Chris Evert ’70-es években elért 31 mérkőzéses szériája után. Három tornagyőzelmével pedig a negyedik helyen áll Chris Evert, Steffi Graf és Martina Navratilova mögött.
Clijsters ezt követően a szezon során már csak az év végi világbajnokságon lépett pályára, mivel hetekig lábsérüléssel bajlódott. A csoportmérkőzések során legyőzte előbb Jelena Jankovićot, majd Viktorija Azarankát is, a csoport első helyéről döntő mérkőzésen viszont kikapott Vera Zvonarjovától. Az elődöntőre némileg zaklatott állapotban érkezett, mivel a szállodából a pálya felé tartva elszenvedett egy kisebb autóbalesetet. Ennek ellenére sikerült két szettben felülmúlni Samantha Stosurt. A döntőben a világelső Caroline Wozniacki volt az ellenfele, aki ellen már 6–3, 4–1-re vezetett, de a dán játékos ki tudta harcolni a döntő szettet, amelyben azonban Clijsters volt a jobb, s végül 6–3, 5–7, 6–3-ra megnyerte a találkozót. 2002 és 2003 után ezzel harmadszor szerezte meg a világbajnoki címet, s a szezonban az ötödik, pályafutása során pedig a negyvenedik egyéni tornagyőzelmét aratta. Az esztendőt a világranglista harmadik helyén zárta.

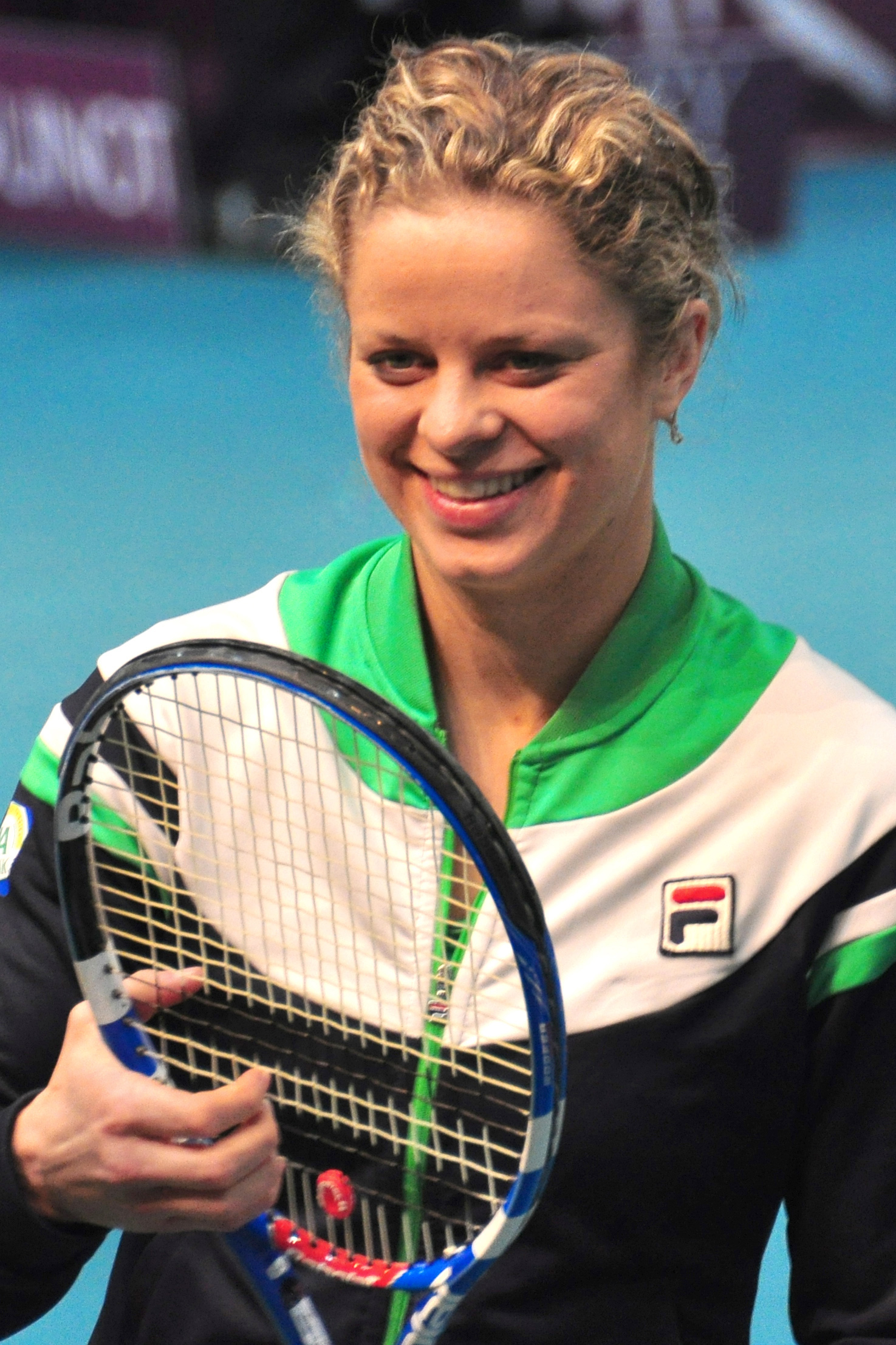
2011-ben Párizsban

### 2011 – Ismét a világranglista élén
Clijsters Sydneyben kezdte az évet. Az első körben 62 perc alatt szettveszteség nélkül győzte le Alexandra Dulgherut, majd Barbora Strýcovát és Viktorija Azarankát is játszmavesztés nélkül búcsúztatta a tornától, az elődöntőben pedig Alisza Klejbanovát győzte le 4–6, 6–3, 7–6(1)-ra egy 2 óra 38 perces mérkőzésen. Tornagyőzelem esetén Clijsters a második helyre lépett volna a világranglistán, a fináléban azonban 7–6(3), 6–3-ra kikapott Li Nától, annak ellenére, hogy az első szettben már 5–0-ra is vezetett.
Az Australian Open első körében mindössze 44 perc alatt 6–0, 6–0-ra verte a világranglista egykori vezetőjét, Gyinara Szafinát. 1975 óta, amikor a WTA számítógépes rendszert kezdett használni, ez volt az első alkalom, hogy egy korábbi világelső 6–0, 6–0-s vereséget szenvedett. Ezt követően szintén szettveszteség nélkül győzte le Carla Suárez Navarrót, Alizé Cornet-t és Jekatyerina Makarovát, majd a negyeddöntőben Agnieszka Radwańska, az elődöntőben pedig Vera Zvonarjova sem tudta megállítani őt. A döntőben ismét Li Nával találkozott, s az első szettet elveszítette, de végül 3–6, 6–3, 6–3-ra nyert, megszerezve ezzel pályafutása negyedik Grand Slam-győzelmét egyéniben.
Legközelebb február elején, Párizsban lépett pályára első kiemeltként. Miután a negyeddöntőben legyőzte Jelena Dokićot, biztossá vált, hogy a következő heti világranglistán (február 14-én) öt év szünet után visszakerül az első helyre, megelőzve Caroline Wozniackit. Clijsters az elődöntőben Kaia Kanepit is kiejtette, a döntőben azonban két szettben vereséget szenvedett a cseh Petra Kvitovától.
Ezt követően egy hónap múlva, Indian Wellsben szerepelt, de már nem világelsőként, mert egy hét után Wozniacki visszavette tőle a vezetést a világranglistán. A második körben Alla Kudrjavcevát, a harmadikban Sara Erranit győzte le, a legjobb tizenhat között pedig Marion Bartoli ellen is 6–3-ra megnyerte az első szettet, a másodikban azonban 1–3-nál vállsérülés miatt kénytelen volt feladni a találkozót. Néhány nappal később Miamiban címvédőként lépett pályára, s Nasztasszja Jakimavát két szettben, María José Martínez Sánchezt és Ana Ivanovićot három játszmában búcsúztatta. Utóbbi mérkőzést úgy nyerte meg Clijsters 7–6(4), 3–6, 7–6(5)-ra, hogy a döntő szettben Ivanović 5–1-re is vezetett, s Clijsters adogatásánál egymás után három mérkőzéslabdája is volt, majd ugyanebben a játékban még egy, később pedig egy ötödik is, de egyiket sem sikerült kihasználnia. Clijsters a negyeddöntőben a fehérorosz Viktorija Azarankával játszott, aki ellen 44 ki nem kényszerített hibát követett el, így ki is kapott 6–3, 6–3-ra.
A miami versenyt követően több mint másfél hónapig nem lépett pályára, mivel április 9-én az unokatestvére esküvőjén táncolás közben megsérült a bokája. Május végén a Roland Garroson már el tudott indulni, de anélkül, hogy egyetlen salakos felvezető tornán részt vett volna. Második kiemeltként az első mérkőzésén legyőzte Nasztasszja Jakimavát, a második körben azonban úgy kapott ki 3–6, 7–5, 6–1-re a világrangista 114. helyén álló holland Arantxa Rustól, hogy a második játszmában már 5–2-re vezetett, s volt két mérkőzéslabdája is.
Legközelebb újabb másfél hónap elteltével a füves ’s-hertogenboschi versenyen vett részt, ahol Monica Niculescu legyőzése után megint a második fordulóban búcsúzott, mivel két játszmában vereséget szenvedett az olasz Romina Opranditól. Ráadásul utóbbi mérkőzés közben újra megsérült a bokája, s emiatt a wimbledoni tornát is kénytelen volt kihagyni. Augusztus második hetében, Torontóban játszott legközelebb, s második kiemeltként csak a második körben kellett először pályára lépnie, a kínai Cseng Csie ellen. Clijsters az első szettet megnyerte 6–3-ra, de a második játszmában 1–2-nél hasizomsérülés miatt feladta a mérkőzést. Mivel nem épült fel addigra, a US Opentől is visszalépett, így nem tudta megvédeni a címét, sőt 2011-ben már nem is lépett pályára több tétmérkőzésen. Ennek következtében a világranglistán év végére visszaesett a 13. helyre.
A szezon második felében jelentős változások történtek Clijsters edzői csapatában. Júniusban Carl Maes, a korábbi edző, kilenc év után újra csatlakozott a stábhoz,  szeptemberben pedig távozott Wim Fissette, aki a 2009-es visszatérése óta edzette a belga játékost.
Négy hónapos kihagyást követően Clijsters első szereplésére december 8-án került sor, mivel részt vett egy antwerpeni bemutató tornán, amelyen egyesben a világelső Caroline Wozniackival, párosban pedig, oldalán húgával, Elke Clijstersszel a Wickmayer–Wozniacki-duó ellen mérkőzött meg.

### 2012 – Utolsó szezon

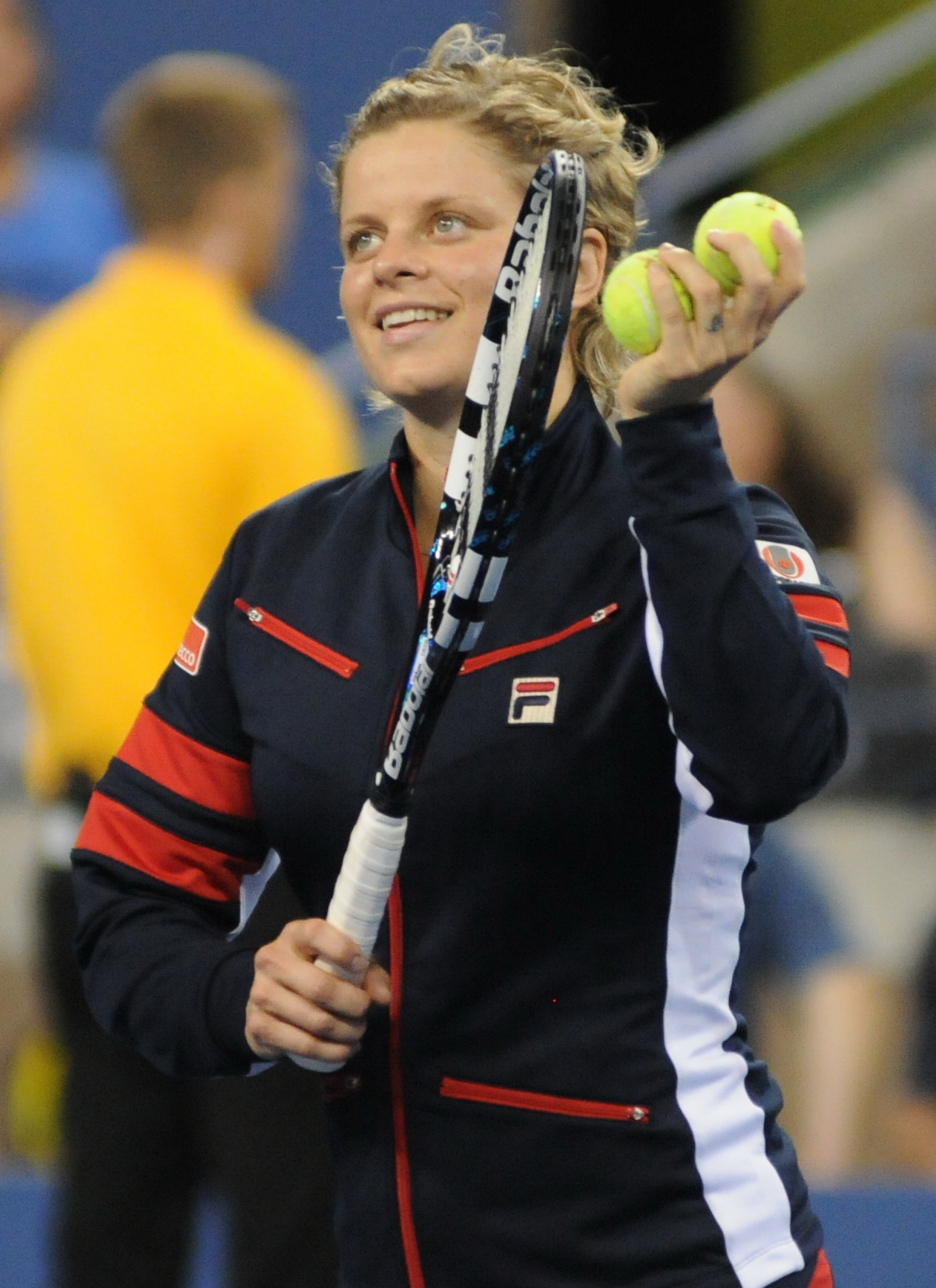
A 2012-es US Openen

Clijsters Brisbane-ben lépett először pályára a szezon során. Simona Halepet, Ana Ivanovićot, majd Iveta Benešovát győzte le, s az elődöntőben Daniela Hantuchová ellen is megnyerte az első játszmát, a másodikban azonban deréksérülés miatt fel kellett adnia a mérkőzést. Az Australian Openen tizennegyedik kiemeltként szettveszteség nélkül jutott be a legjobb 16 közé, ahol megismétlődött az egy évvel korábbi finálé párosítása, mivel Li Na ellen kellett játszania. Az első, elveszített játszma során megrándult Clijsters bokája, ami miatt ápolásra szorult. A második szett rövidítésében újra hátrányba került, a kínai játékos pedig egymást követő négy meccslabdához jutott, Clijstersnek azonban mindegyiket sikerült hárítania, s végül 4–6, 7–6(6), 6–4-re megnyerte a 2 óra 23 percig tartó találkozót. A negyeddöntőben Wozniackit is legyőzte 6–3, 7–6(4)-ra, megfosztva őt ezzel a világelsőségétől. Az elődöntőben Viktorija Azaranka volt az ellenfele, akitől 6–4, 1–6, 6–3-as vereséget szenvedett, így nem tudta megvédeni a címét.
Bokasérülése hetekig nem jött teljesen rendbe, ezért úgy döntött, hogy eredeti szándéka ellenére nem indul el az Indian Wells-i versenyen, s legközelebb március második felében, Miamiban lépett pályára. Az első két fordulóban Jarmila Gajdošovát három, Julia Görgest két játszmában sikerült legyőznie, a harmadik körben azonban 6–4, 7–6(5)-os vereséget szenvedett honfitársától, Yanina Wickmayertől. A torna során ismét sérülést szenvedett, ezúttal a csípőjével adódtak problémái, melynek következtében újabb, ezúttal több hónapos pihenőre kényszerült, s kihagyta az egész salakszezont, beleértve a Roland Garrost is.
Legközelebb június közepén, a füves pályás ’s-hertogenboschi versenyen szerepelt, s győzelemmel tért vissza, miután három játszmában legyőzte Romina Oprandit. A következő két fordulóban szettveszteség nélkül múlta felül Katerina Bondarenkót és Francesca Schiavonét, az elődöntőtől azonban hasizomhúzódás miatt visszalépett, részben óvatosságból, hogy ne veszélyeztesse a wimbledoni pályára lépését.
A füves Grand Slam-torna első körében Jelena Jankovićot ejtette ki, majd Andrea Hlaváčkovánál és Vera Zvonarjovánál is jobbnak bizonyult, utóbbi játékos betegség miatt adta fel a mérkőzést 3–6, 3–4-es állásnál. A negyedik körben a nyolcadik kiemelt Angelique Kerber volt Clijsters ellenfele, akitől mindössze 49 perc alatt 6–1, 6–1-es vereséget szenvedett.
Néhány héttel később Londonban az első, s egyetlen olimpiáján vett részt, amelynek a teniszmérkőzéseit szintén az All England Lawn Tennis and Croquet Club füves pályáin játszották le. Csak egyesben lépett pályára, s Roberta Vinci, Carla Suárez Navarro, valamint a tizenegyedik kiemelt Ana Ivanović legyőzésével egészen a negyeddöntőig jutott, ahol Marija Sarapovától szenvedett 6–2, 7–5-ös vereséget.
Clijsters még májusban, a tavaszi kényszerpihenője idején jelentette be, hogy a US Opent követően végleg befejezi profi pályafutását. Utolsó Grand Slam-tornáján ezért sok év után nemcsak egyesben, hanem a páros számokban is pályára lépett. Egyéniben huszonharmadik kiemeltként a második körig jutott, miután előbb 6–3, 6–1-re legyőzte a szabadkártyával induló Victoria Duvalt, majd meglepetésre 7–6(4), 7–6(5)-ra kikapott a 18 éves Laura Robsontól, aki első s egyben utolsó olyan nem kiemelt ellenfele volt a US Openen, akit nem tudott legyőzni. Párosban az első fordulóban esett ki honfitársával, Kirsten Flipkensszel az oldalán, karrierje legutolsó tétmérkőzését pedig szeptember 1-jén játszotta, amikor a vegyes párosok küzdelmének második körében Bob Bryannel kétszettes vereséget szenvedtek a későbbi győztes Jekatyerina Makarova–Bruno Soares-kettőstől.
A US Opent követő héten Clijsters a huszonötödikről a huszadik helyre került az egyéni világranglistán, s ez volt az utolsó hivatalos helyezése, mivel a szeptember 17-i listán már nem szerepelt a neve. Hivatalos búcsúmérkőzésére december 12-én, Antwerpenben került sor, ahol Venus Williamset győzte le 6–3, 6–3-ra.

### 2020–2022 Újabb visszatérés és végleges visszavonulás
2019 szeptemberében a közösségi oldalain közzétett rövid videóban jelentette be, hogy 2020-ban visszatér a profi versenyzők közé. Erre februárban, a dubaji tornán került sor, ahol a főtábla első körében vesztesen hagyta el a pályát, miután 6–2, 7–6(6)-ra kikapott a spanyol Garbiñe Muguruzától.
A koronavírus-járvány miatt kevés lehetősége akadt játékra, és 2022 áprilisában bejelentette, hogy véglegesen visszavonul.

## Fed-kupa
Clijsters összesen tizenhét nemzetek közötti találkozó során szerepelt a belga Fed-kupa-csapat színeiben. Huszonnégy alkalommal játszott egyes mérkőzést, amelyek közül huszonegyet megnyert, s négyszer lépett pályára párosban (egyszer Heninnel), ebből háromszor győzött aktuális partnerével. Először 2000 áprilisában, néhány héttel a 17. születésnapja előtt kapott meghívót a válogatottba, s Ausztrália ellen a hasonlóan fiatal Jelena Dokićcsal játszott, akitől szoros meccsen kapott ki 7–6(4), 5–7, 9–7-re. Ugyanazon a hétvégén megszerezte első győzelmét a francia Nathalie Tauziat ellen, majd az orosz Anna Kurnyikovát is felülmúlta három szettben.
Clijsters a 2001-es küzdelemsorozatban jelentősen hozzájárult ahhoz, hogy a belga női teniszválogatott története során először – s mindeddig utoljára – megnyerte abban az esztendőben a kupát. 2001-ben a Világcsoport küzdelmeinek összes mérkőzését egyetlen héten és helyszínen rendezték meg, november 7. és 11. között Madridban. Clijsters ez alatt az öt nap alatt négyszer egyesben, egyszer párosban lépett pályára, s mindegyik mérkőzését győztesen, szettveszteség nélkül fejezte be. Csapattársai, Justine Henin, valamint a páros meccseket játszó Els Callens és Laurence Courtois hasonló eredményességgel játszott, így mindegyik összecsapást 3–0 arányban nyerték meg a csoportküzdelmek során. A döntőben az orosz csapat volt az ellenfél, s mind Henin, mind Clijsters (Jelena Gyementyjevát legyőzve) fölényesen nyerte meg a mérkőzését, 6–0, 6–3-ra, illetve 6–0, 6–4-re, így a végül elveszített páros mérkőzésnek már nem volt jelentősége. Clijstersnek ez volt az első nagy sikere pályafutása során.
A 2009-es visszatérése után kétszer szerepelt a válogatottban, 2010 áprilisában az észtek ellen egy, 2011 februárjában az amerikaiak ellen két egyéni mérkőzést nyert meg. 2012 februárjában még játszott volna hazája színeiben Szerbia ellen, de sérülés miatt le kellett mondania a részvételt.

## Edzői
- 1992–1996: Bart Van Kerckhoven[13]
- 1996–2002: Carl Maes[176]
- 2002-től 2005 szeptemberéig: Marc De Hous[177]
- 2009 augusztusától 2011 szeptemberéig: Wim Fissette[147]
- 2011 júniusától 2012 szeptemberéig: Carl Maes[146]

## Sikerei

### Rekordjai
2001
- A Roland Garroson nyújtott teljesítményével ő lett az első belga játékos, aki egyéniben bejutott egy Grand Slam-torna döntőjébe.[30]

2003
- Tizenöt tornadöntőt játszott, ami Szeles Mónika 1991-es, tizenhat döntőből álló sorozata óta a legjobb volt.[25]
- Összesen 154 WTA-mérkőzésen lépett pályára, 102-szer egyéniben, 52-szer párosban. Chris Evert 1974-es teljesítménye óta ezzel ő lett az első játékos, aki száz egyéni mérkőzésnél is többet játszott egy évben. Ezek közül 90-et meg is nyert, amire Martina Navratilova 1982-es rekordja óta senki nem volt képes addig.[25]
- A női teniszezők közül neki sikerült először egyetlen év alatt legalább négymillió dollárt megkeresnie a különböző versenyek során.[25]
- Ő az első teniszező, aki úgy lett világelső, hogy előtte nem nyert Grand Slam-tornát egyéniben.[13]
- Ő volt a hatodik – s mostanáig az utolsó – olyan női játékos, aki egyszerre vezette az egyéni és a páros világranglistát,[178] 2003. augusztus 18. és szeptember 7. között három héten át.[179]

2005
- A US Open Series, vagyis a Grand Slam-tornát és az azt megelőző amerikai kemény pályás versenyeket magában foglaló sorozat győzteseként megduplázták a US Open megnyeréséért kapott pénzdíját, amely így összesen 2 200 000 dollárt tett ki. Ez volt az addigi legnagyobb pénzdíj, amellyel egy női sportolót, illetve teniszezőt (a férfiakat is beleértve) valaha is kifizettek.[25][180]
- Ő az egyetlen olyan teniszezőnő az open erában, aki négy elveszített döntő után Grand Slam-győzelmet tudott aratni.[181]

2006
- Miután 2005. február 28-a és 2006 január 30-a között a világranglista 134. helyéről a vezető pozícióig jutott, ő lett az első teniszezőnő, aki a Top 100-on kívülről egy éven belül elérte a világelsőséget.[25][182]

2009
- A US Open megnyerésével ő lett:

– az első teniszezőnő, aki szabadkártyával győzött egy Grand Slam-tornán, korábban a férfiaknál is csak Goran Ivanišević volt erre képes a 2001-es wimbledoni teniszbajnokságon;
– nem kiemeltként az első teniszezőnő, aki megnyerte a US Opent, s a harmadik, aki Grand Slam-tornát nyert;
– Evonne Goolagong 1980-as wimbledoni győzelme óta az első édesanya, aki diadalmaskodott egy Grand Slam-tornán (összességében a harmadik);
– Evonne Goolagong 1977-es melbourne-i győzelme óta az első Grand Slam-győztes, aki nem szerepelt a világranglistán.
- A világranglistára frissen visszatérő játékosként három tornával a háta mögött szeptember 14-én egyből a 19. helyre lépett. Ezzel beállította az amerikai Andrea Jaeger rekordját, aki 1980-ban szintén a 19. helyen debütált, bár ő akkor újonc volt a WTA mezőnyében, ellentétben Clijstersszel.[25][105][186]
- Ő az egyetlen játékos, aki kétszer is le tudta győzni ugyanazon a tornán a Williams nővéreket, Venust és Serenát (először 2002-ben az év végi világbajnokságon, majd a 2009-es US Openen).[181]

2010

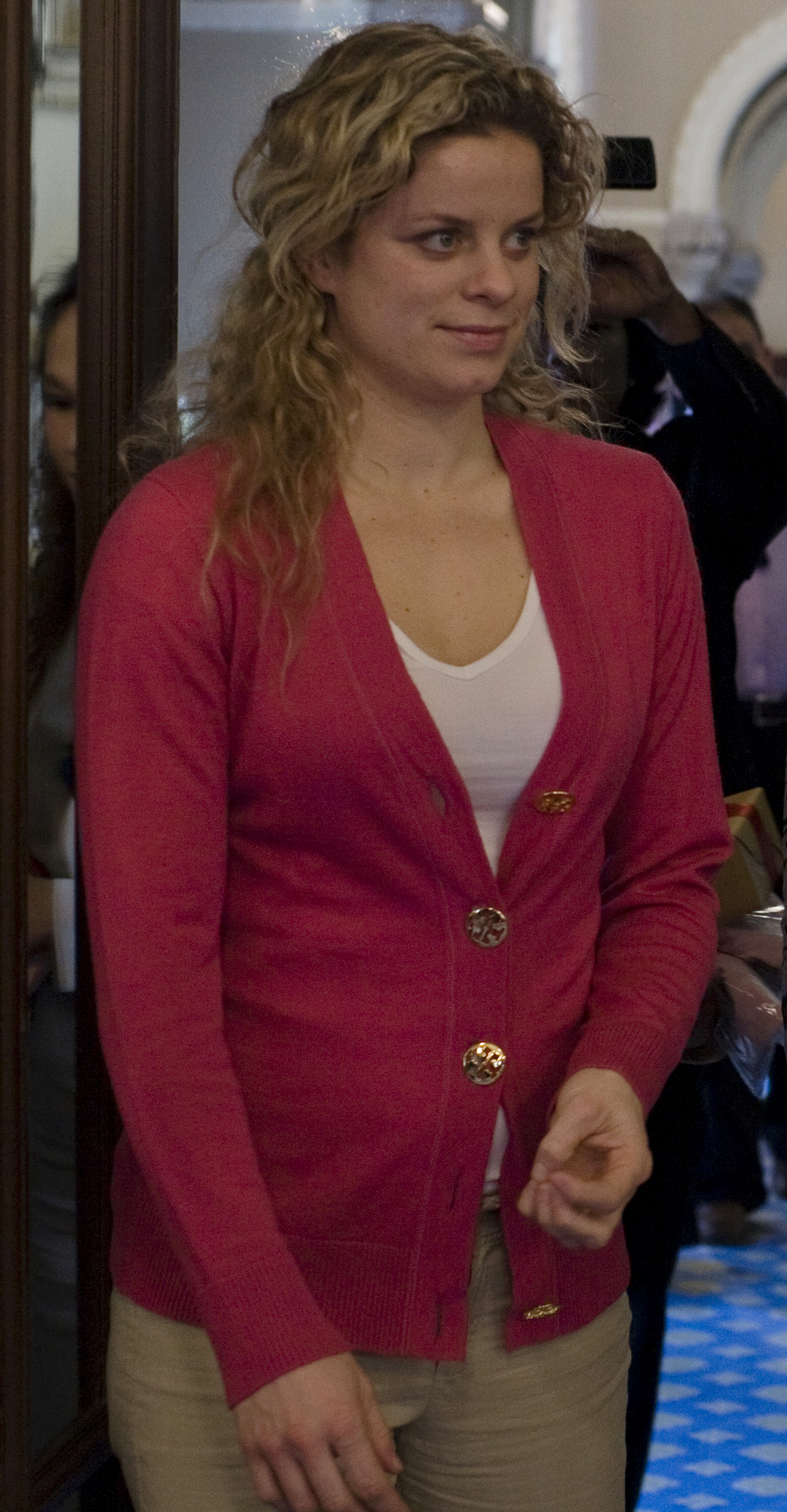
2010-ben civilben Thaiföldön

- US Open-címének megvédésével – mivel 2005-ben és 2009-ben is megnyerte a tornát, s a közbeeső években nem szerepelt a versenyen – zsinórban huszonegy alkalommal tudott győzni a US Openen, ami az open era történetében a második leghosszabb sorozat Chris Evert ’70-es években elért 31 mérkőzéses szériája után,[122] a női tenisz történetében pedig a negyedik leghosszabb.[187][188] (Utolsó tornáján, a 2012-es US Openen egy találkozót tudott megnyerni, így végül huszonkét mérkőzéses lett a sorozat, mivel a 2011-es versenyt szintén kihagyta.)[189] Három US Open-győzelmével Clijsters a negyedik helyre lépett Chris Evert, Steffi Graf és Martina Navratilova mögött az open erában,[122] egyben ő lett a kilencedik játékos, aki három egymást követő részvétel során nyerte meg ugyanazt a Grand Slam-tornát.[189]
- 2010-es vb-győzelmével ő lett az ötödik teniszezőnő, aki legalább három alkalommal megnyerte az év végi világbajnokságot. Korábban ezt csak Martina Navratilova (8), Steffi Graf (5), Chris Evert (4) és Szeles Mónika (3) tudta elérni.[125]

2011
- Ő az első édesanya, aki vezette a világranglistát (február 14-től 20-ig).[190]
- 2010 és 2011 júliusa között reklámbevételekkel együtt a teljes keresete elérte a 11 millió dollárt, amivel az ötödik legjobban fizetett női sportoló lett az adott időszakban (Marija Sarapova, Caroline Wozniacki, Danica Patrick és Venus Williams végzett előtte).[191]

### Fontosabb elismerései
WTA-díjak:
- Az év felfedezettje: 1999
- A legsportszerűbb játékos: 2000, 2001, 2002, 2003, 2005, 2006, 2009, 2012
- Player Service: 2003, 2006, 2010
- Az év játékosa: 2005, 2010
- Az év visszatérő játékosa: 2005, 2009

ITF-díjak:
- Az év női játékosa: 2005[193]

Egyéb:
- Az év belga sportolónője: 1999, 2000, 2001, 2002, 2005, 2009, 2010, 2011[194]
- A belga koronarend nagykeresztje: 2004[7]
- Laureus Év Visszatérője Díj: 2010 (a 2009-es teljesítményéért)[195]
- ESPY-díj a legjobb visszatérő sportolónak: 2010 (a 2009-es teljesítményéért)[196]
- Az International Tennis Hall of Fame (Teniszhírességek Csarnoka) tagjai közé választották: 2017[197]
- Clijsters után kapta a nevét Naprendszerünk egyik kisbolygója, amelyet egy belga csillagász, Eric Walter Elst fedezett fel 1993-ban: 11947 Kimclijsters (ideiglenes jelöléssel 1993 PK7).[198]

## Grand Slam-döntői

### Egyéni

#### Győzelmei (4)

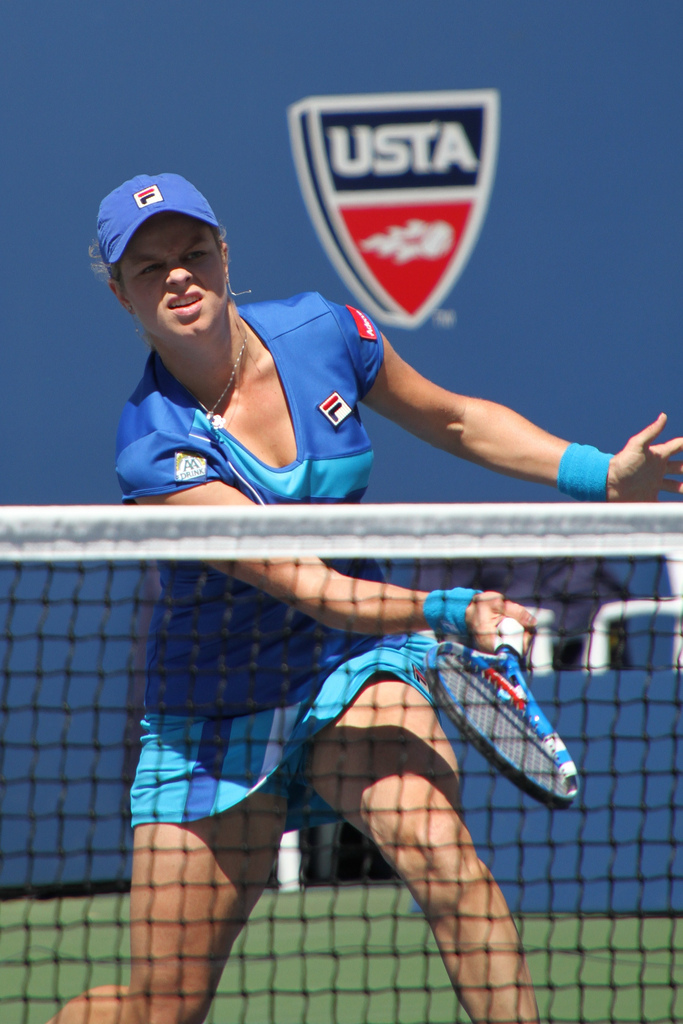
2010-ben a US Openen

| Év   | Helyszín        | Ellenfél a döntőben | Eredmény a döntőben |
| 2005 | US Open         | Mary Pierce         | 6–3, 6–1            |
| 2009 | US Open         | Caroline Wozniacki  | 7–5, 6–3            |
| 2010 | US Open         | Vera Zvonarjova     | 6–2, 6–1            |
| 2011 | Australian Open | Li Na               | 3–6, 6–3, 6–3       |

#### Elveszített döntői (4)
| Év   | Helyszín        | Ellenfél a döntőben    | Eredmény a döntőben |
| 2001 | Roland Garros   | Jennifer Capriati      | 6–1, 4–6, 10–12     |
| 2003 | Roland Garros   | Justine Henin-Hardenne | 0–6, 4–6            |
| 2003 | US Open         | Justine Henin-Hardenne | 5–7, 1–6            |
| 2004 | Australian Open | Justine Henin-Hardenne | 3–6, 6–4, 3–6       |

### Páros

#### Győzelmei (2)
| Év   | Helyszín      | Partner      | Ellenfél a döntőben                 | Eredmény a döntőben |
| 2003 | Roland Garros | Szugijama Ai | Virginia Ruano Pascual Paola Suárez | 6–7(5), 6–2, 9–7    |
| 2003 | Wimbledon     | Szugijama Ai | Virginia Ruano Pascual Paola Suárez | 6–4, 6–4            |

#### Elveszített döntői (1)
| Év   | Helyszín  | Partner      | Ellenfél a döntőben        | Eredmény a döntőben |
| 2001 | Wimbledon | Szugijama Ai | Lisa Raymond Rennae Stubbs | 4–6, 3–6            |

### Vegyes páros

#### Elveszített döntői (1)
| Év   | Helyszín  | Partner        | Ellenfél a döntőben        | Eredmény a döntőben |
| 2000 | Wimbledon | Lleyton Hewitt | Donald Johnson Kimberly Po | 4–6, 6–7(3)         |

## Eredményei Grand Slam-tornákon

### Egyéniben
| Grand Slam | Australian Open | Australian Open        | Roland Garros | Roland Garros          | Wimbledon   | Wimbledon              | US Open     | US Open                |
| Év         | Eredmény        | Utolsó ellenfél        | Eredmény      | Utolsó ellenfél        | Eredmény    | Utolsó ellenfél        | Eredmény    | Utolsó ellenfél        |
| 1999       | –               | –                      | –             | –                      | 4. kör      | Steffi Graf            | 3. kör      | Serena Williams        |
| 2000       | 1. kör          | Dominique Van Roost    | 1. kör        | Szugijama Ai           | 2. kör      | Anasztaszija Miszkina  | 2. kör      | Lindsay Davenport      |
| 2001       | 4. kör          | Lindsay Davenport      | Döntő         | Jennifer Capriati      | Negyeddöntő | Lindsay Davenport      | Negyeddöntő | Venus Williams         |
| 2002       | Elődöntő        | Jennifer Capriati      | 3. kör        | Clarisa Fernández      | 2. kör      | Jelena Lihovceva       | 4. kör      | Amélie Mauresmo        |
| 2003       | Elődöntő        | Serena Williams        | Döntő         | Justine Henin-Hardenne | Elődöntő    | Venus Williams         | Döntő       | Justine Henin-Hardenne |
| 2004       | Döntő           | Justine Henin-Hardenne | –             | –                      | –           | –                      | –           | –                      |
| 2005       | –               | –                      | 4. kör        | Lindsay Davenport      | 4. kör      | Lindsay Davenport      | Győzelem    | Mary Pierce            |
| 2006       | Elődöntő        | Amélie Mauresmo        | Elődöntő      | Justine Henin-Hardenne | Elődöntő    | Justine Henin-Hardenne | –           | –                      |
| 2007       | Elődöntő        | Marija Sarapova        | –             | –                      | –           | –                      | –           | –                      |
| 2009       | –               | –                      | –             | –                      | –           | –                      | Győzelem    | Caroline Wozniacki     |
| 2010       | 3. kör          | Nagyja Petrova         | –             | –                      | Negyeddöntő | Vera Zvonarjova        | Győzelem    | Vera Zvonarjova        |
| 2011       | Győzelem        | Li Na                  | 2. kör        | Arantxa Rus            | –           | –                      | –           | –                      |
| 2012       | Elődöntő        | Viktorija Azaranka     | –             | –                      | 4. kör      | Angelique Kerber       | 2. kör      | Laura Robson           |
| 2013–2019  | –               | –                      | –             | –                      | –           | –                      | –           | –                      |
| 2020       | –               | –                      |               |                        | elmaradt    | elmaradt               | 1. kör      | J Alekszandrova        |

### Párosban
| Grand Slam | Australian Open          | Australian Open                  | Roland Garros            | Roland Garros                 | Wimbledon             | Wimbledon                      | US Open                    | US Open                      |
| Év         | Eredmény Partner         | Utolsó ellenfél                  | Eredmény Partner         | Utolsó ellenfél               | Eredmény Partner      | Utolsó ellenfél                | Eredmény Partner           | Utolsó ellenfél              |
| 2000       | 1. kör Henrieta Nagyová  | Linda Wild M. Shaughnessy        | 1. kör Ljubomira Bacseva | K. Hrdličková B. Rittner      | 2. kör Tina Pisnik    | J. Halard-Decugis Szugijama Ai | 3. kör Laurence Courtois   | V. Williams S. Williams      |
| 2001       | 3. kör Laurence Courtois | M. Hingis Szeles Mónika          | 3. kör Laurence Courtois | Justine Henin O. Tatarkova    | Döntő Szugijama Ai    | L. Raymond Rennae Stubbs       | –                          | –                            |
| 2002       | 3. kör Szugijama Ai      | D. Hantuchová A. Sánchez Vicario | –                        | –                             | –                     | –                              | Negyeddöntő M. Shaughnessy | J. Gyementyjeva J. Husárová  |
| 2003       | Negyeddöntő Szugijama Ai | S. Williams V. Williams          | Győzelem Szugijama Ai    | V. Ruano Pascual Paola Suárez | Győzelem Szugijama Ai | V. Ruano Pascual Paola Suárez  | 2. kör Szugijama Ai        | L. McShea T. Musgrave        |
| 2012       | –                        | –                                | –                        | –                             | –                     | –                              | 1. kör Kirsten Flipkens    | Csuang Csia-zsung Csang Suaj |

### Vegyes párosban
| Grand Slam | Australian Open  | Australian Open | Roland Garros         | Roland Garros                 | Wimbledon            | Wimbledon                  | US Open          | US Open                           |
| Év         | Eredmény Partner | Utolsó ellenfél | Eredmény Partner      | Utolsó ellenfél               | Eredmény Partner     | Utolsó ellenfél            | Eredmény Partner | Utolsó ellenfél                   |
| 2000       | –                | –               | 3. kör Lleyton Hewitt | Todd Woodbridge Rennae Stubbs | Döntő Lleyton Hewitt | Donald Johnson Kimberly Po | –                | –                                 |
| 2012       | –                | –               | –                     | –                             | –                    | –                          | 2. kör Bob Bryan | Jekatyerina Makarova Bruno Soares |

## Statisztikák

### Borítás szerint
A táblázat az egyéni mérkőzéseket tartalmazza.
| Borítás                    | 1997 | 1998 | 1999  | 2000  | 2001  | 2002  | 2003  | 2004 | 2005 | 2006  | 2007 | 2008 | 2009 | 2010 | 2011 | 2012 | 2020  | Karrier* |
| -------------------------- | ---- | ---- | ----- | ----- | ----- | ----- | ----- | ---- | ---- | ----- | ---- | ---- | ---- | ---- | ---- | ---- | ----- | -------- |
| Kemény pálya               | 0–0  | 5–1  | 11–2  | 16–8  | 30–10 | 35–10 | 59–7  | 13–2 | 49–4 | 23–6  | 11–2 |      | 13–3 | 32–4 | 21–5 | 11–4 | 0–3   | 329–71   |
| Salakos pálya              | 2–1  | 11–1 | 14–5  | 1–2   | 12–5  | 10–3  | 17–2  | 3–0  | 8–3  | 11–3  | 0–1  |      | 0–0  | 2–1  | 1–1  | 0–0  | 0–0   | 92–28    |
| Füves pálya                | 0–0  | 0–0  | 6–1   | 2–2   | 7–2   | 2–2   | 9–1   | 0–0  | 8–1  | 6–2   | 3–0  |      | 0–0  | 6–2  | 1–1  | 9–2  | 0–0   | 56–16    |
| Szőnyegborítás             | 0–0  | 0–0  | 8–2   | 11–5  | 6–1   | 4–2   | 5–2   | 4–0  | 2–1  | 3–1   | 3–1  |      | 0–0  | 0–0  | 0–0  | 0–0  | 0–0   | 46–15    |
| Nyert-vesztett meccsek     | 2–1  | 16–2 | 39–10 | 30–17 | 55–18 | 51–17 | 90–12 | 20–2 | 67–9 | 43–12 | 14–4 |      | 13–3 | 40–7 | 23–7 | 20–6 | 0–3   | 523–130  |
| Tornagyőzelmek**           | 0    | (2)  | 1(1)  | 2     | 3     | 4     | 9     | 2    | 9    | 3     | 1    |      | 1    | 5    | 1    | 0    | 0     | 41(3)    |
| Döntők**                   | 0    | 0    | 1(1)  | 1     | 3     | 2     | 6     | 1    | 0    | 2     | 1    |      | 0    | 0    | 2    | 0    | 0     | 19(1)    |
| Világranglista-helyezés*** | –    | 409. | 47.   | 18.   | 5.    | 4.    | 2.    | 22.  | 2.   | 5.    | –    |      | 18.  | 3.   | 13.  | 20.  | 1023. |          |

*2020. november 27-én
**Zárójelben az ITF-tornákon elért győzelmek és döntők száma
*** Év végén

### Pénzdíjak
A táblázat csak az egyéni tornagyőzelmeket tartalmazza.

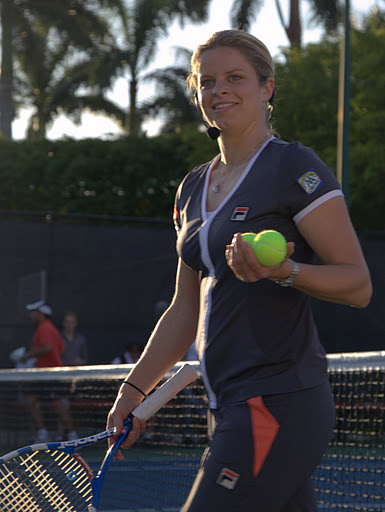
2010-ben Miamiban egy bemutató játékon

| 1997      | 0                | 0                | 0                | 0                | 245              | N/A              |                  |                  |                  |                  |
| 1998      | 0                | 0                | 2                | 2                | 5491             | 431.             |                  |                  |                  |                  |
| 1999      | 0                | 1                | 1                | 2                | 135 006          | 65.              |                  |                  |                  |                  |
| 2000      | 0                | 2                | 0                | 2                | 418 503          | 23.              |                  |                  |                  |                  |
| 2001      | 0                | 3                | 0                | 3                | 1 335 659        | 6.               |                  |                  |                  |                  |
| 2002      | 0                | 4                | 0                | 4                | 1 754 376        | 4.               |                  |                  |                  |                  |
| 2003      | 0                | 9                | 0                | 9                | 4 466 345        | 1.               |                  |                  |                  |                  |
| 2004      | 0                | 2                | 0                | 2                | 787 366          | 15.              |                  |                  |                  |                  |
| 2005      | 1                | 8                | 0                | 9                | 3 983 654        | 1.               |                  |                  |                  |                  |
| 2006      | 0                | 3                | 0                | 3                | 1 463 492        | 6.               |                  |                  |                  |                  |
| 2007      | 0                | 1                | 0                | 1                | 414 159          | 38.              |                  |                  |                  |                  |
| 2008      | Nem versenyzett. | Nem versenyzett. | Nem versenyzett. | Nem versenyzett. | Nem versenyzett. | Nem versenyzett. | Nem versenyzett. | Nem versenyzett. | Nem versenyzett. | Nem versenyzett. |
| 2009      | 1                | 0                | 0                | 1                | 1 632 560        | 10.              |                  |                  |                  |                  |
| 2010      | 1                | 4                | 0                | 5                | 5 035 060        | 1.               |                  |                  |                  |                  |
| 2011      | 1                | 0                | 0                | 1                | 2 325 741        | 9.               |                  |                  |                  |                  |
| 2012      | 0                | 0                | 0                | 0                | 684 683          | 22.              |                  |                  |                  |                  |
| 2013–2019 | Nem versenyzett. | Nem versenyzett. | Nem versenyzett. | Nem versenyzett. | Nem versenyzett. | Nem versenyzett. | Nem versenyzett. | Nem versenyzett. | Nem versenyzett. | Nem versenyzett. |
| 2020      | 0                | 0                | 0                | 0                | 80 355           | 199.             |                  |                  |                  |                  |
| Karrier*  | 4                | 37               | 3                | 44               | 24 522 695       | 12.              |                  |                  |                  |                  |

*2020. november 27-én

## WTA-döntői

### Egyéni

#### Győzelmei (41)
| Összesítés                 |                        |
| Grand Slam-torna (4)       |                        |
| Tier I (5)                 | Premier Mandatory* (1) |
| Tier II (18)               | Premier Five* (1)      |
| Tier III (7)               | Premier* (0)           |
| Tier IV (1)                | International* (1)     |
| Tier V (0)                 | International* (1)     |
| WTA Tour Championships (3) |                        |

* 2009-től megváltozott a tornák rendszere.
 Az egymás mellett azonos színnel jelölt tornatípusok között nincs teljes mértékű megfelelés.
|    | Dátum                | Torna                                                       | Borítás     | Ellenfél a döntőben    | Döntő eredménye     |
| 1  | 1999. szeptember 26. | SEAT Open, Luxembourg                                       | Szőnyeg (f) | Dominique Van Roost    | 6–2, 6–2            |
| 2  | 2000. január 15.     | Tasmanian International, Hobart                             | Kemény      | Chanda Rubin           | 2–6, 6–2, 6–2       |
| 3  | 2000. november 5.    | Sparkassen Cup, Lipcse                                      | Szőnyeg (f) | Jelena Lihovceva       | 7–6(6), 4–6, 6–4    |
| 4  | 2001. július 29.     | Bank of the West Classic, Stanford                          | Kemény      | Lindsay Davenport      | 6–4, 6–7(5), 6–1    |
| 5  | 2001. szeptember 30. | Sparkassen Cup, Lipcse                                      | Szőnyeg (f) | Magdalena Maleeva      | 6–1, 6–1            |
| 6  | 2001. október 28.    | SEAT Open, Luxembourg                                       | Kemény (f)  | Lisa Raymond           | 6–2, 6–2            |
| 7  | 2002. május 5.       | Betty Barclay Cup, Hamburg                                  | Salak       | Venus Williams         | 1–6, 6–3, 6–4       |
| 8  | 2002. október 13.    | Porsche Tennis Grand Prix, Filderstadt                      | Kemény (f)  | Daniela Hantuchová     | 4–6, 6–3, 6–4       |
| 9  | 2002. október 27.    | SEAT Open, Luxembourg                                       | Kemény (f)  | Magdalena Maleeva      | 6–1, 6–2            |
| 10 | 2002. november 11.   | WTA Tour Championships, Los Angeles                         | Kemény (f)  | Serena Williams        | 7–5, 6–3            |
| 11 | 2003. január 11.     | Adidas International, Sydney                                | Kemény      | Lindsay Davenport      | 6–4, 6–3            |
| 12 | 2003. március 16.    | Pacific Life Open, Indian Wells                             | Kemény      | Lindsay Davenport      | 6–4, 7–5            |
| 13 | 2003. május 18.      | Telecom Italia Masters, Róma                                | Salak       | Amélie Mauresmo        | 3–6, 7–6(3), 6–0    |
| 14 | 2003. június 21.     | Ordina Open, ’s-Hertogenbosch                               | Fű          | Justine Henin-Hardenne | 6–7(4), 3–0 feladta |
| 15 | 2003. július 27.     | Bank of the West Classic, Stanford                          | Kemény      | Jennifer Capriati      | 4–6, 6–4, 6–2       |
| 16 | 2003. augusztus 10.  | JPMorgan Chase Open, Los Angeles                            | Kemény      | Lindsay Davenport      | 6–1, 3–6, 6–1       |
| 17 | 2003. október 12.    | Porsche Tennis Grand Prix, Filderstadt                      | Kemény (f)  | Justine Henin-Hardenne | 5–7, 6–4, 6–2       |
| 18 | 2003. október 26.    | SEAT Open, Luxembourg                                       | Kemény (f)  | Chanda Rubin           | 6–2, 7–5            |
| 19 | 2003. november 10.   | WTA Tour Championships, Los Angeles                         | Kemény (f)  | Amélie Mauresmo        | 6–2, 6–0            |
| 20 | 2004. február 15.    | Open Gaz de France, Párizs                                  | Szőnyeg (f) | Mary Pierce            | 6–2, 6–1            |
| 21 | 2004. február 22.    | Proximus Diamond Games, Antwerpen                           | Kemény (f)  | Silvia Farina Elia     | 6–3, 6–0            |
| 22 | 2005. március 20.    | Pacific Life Open, Indian Wells                             | Kemény      | Lindsay Davenport      | 6–4, 4–6, 6–2       |
| 23 | 2005. április 3.     | NASDAQ-100 Open, Miami                                      | Kemény      | Marija Sarapova        | 6–3, 7–5            |
| 24 | 2005. június 18.     | Hastings Direct International Championships, Eastbourne     | Fű          | Vera Dusevina          | 7–5, 6–0            |
| 25 | 2005. július 31.     | Bank of the West Classic, Stanford                          | Kemény      | Venus Williams         | 7–5, 6–2            |
| 26 | 2005. augusztus 14.  | JPMorgan Chase Open, Los Angeles                            | Kemény      | Daniela Hantuchová     | 6–4, 6–1            |
| 27 | 2005. augusztus 21.  | Rogers Cup, Toronto                                         | Kemény      | Justine Henin-Hardenne | 7–5, 6–1            |
| 28 | 2005. szeptember 10. | US Open, New York                                           | Kemény      | Mary Pierce            | 6–3, 6–1            |
| 29 | 2005. október 2.     | FORTIS Championships, Luxembourg                            | Kemény (f)  | Anna-Lena Grönefeld    | 6–2, 6–4            |
| 30 | 2005. október 30.    | Gaz de France Stars, Hasselt                                | Kemény (f)  | Francesca Schiavone    | 6–2, 6–3            |
| 31 | 2006. május 7.       | J&S Cup, Varsó                                              | Salak       | Szvetlana Kuznyecova   | 7–5, 6–2            |
| 32 | 2006. július 30.     | Bank of the West Classic, Stanford                          | Kemény      | Patty Schnyder         | 6–4, 6–2            |
| 33 | 2006. november 5.    | Gaz de France Stars, Hasselt                                | Kemény      | Kaia Kanepi            | 6–3, 3–6, 6–4       |
| 34 | 2007. január 12.     | Medibank International, Sydney                              | Kemény      | Jelena Janković        | 4–6, 7–6(1), 6–4    |
| 35 | 2009. szeptember 12. | US Open, New York                                           | Kemény      | Caroline Wozniacki     | 7–5, 6–3            |
| 36 | 2010. január 9.      | Brisbane International, Brisbane                            | Kemény      | Justine Henin          | 6–3, 4–6, 7–6(6)    |
| 37 | 2010. április 3.     | Sony Ericsson Open, Miami                                   | Kemény      | Venus Williams         | 6–2, 6–1            |
| 38 | 2010. augusztus 15.  | Western & Southern Financial Group Women’s Open, Cincinnati | Kemény      | Marija Sarapova        | 2–6, 7–6(4), 6–2    |
| 39 | 2010. szeptember 11. | US Open, New York                                           | Kemény      | Vera Zvonarjova        | 6–2, 6–1            |
| 40 | 2010. október 31.    | WTA Tour Championships, Doha                                | Kemény      | Caroline Wozniacki     | 6–3, 5–7, 6–3       |
| 41 | 2011. január 29.     | Australian Open, Melbourne                                  | Kemény      | Li Na                  | 3–6, 6–3, 6–3       |

#### Elveszített döntői (19)
|    | Dátum                | Torna                                         | Borítás     | Ellenfél a döntőben    | Döntő eredménye |
| 1  | 1999. október 24.    | Eurotel Slovak Indoor, Pozsony                | Kemény (f)  | Amélie Mauresmo        | 3–6, 3–6        |
| 2  | 2000. október 8.     | Porsche Tennis Grand Prix, Filderstadt        | Kemény (f)  | Martina Hingis         | 0–6, 3–6        |
| 3  | 2001. március 23.    | Indian Wells Masters, Indian Wells            | Kemény      | Serena Williams        | 6–4, 4–6, 2–6   |
| 4  | 2001. június 9.      | Roland Garros, Párizs                         | Salak       | Jennifer Capriati      | 6–1, 4–6, 10–12 |
| 5  | 2001. június 23.     | Ordina Open, ’s-Hertogenbosch                 | Fű          | Justine Henin          | 4–6, 6–3, 3–6   |
| 6  | 2002. július 28.     | Bank of the West Classic, Stanford            | Kemény      | Venus Williams         | 3–6, 3–6        |
| 7  | 2002. szeptember 22. | Toyota Princess Cup, Tokió                    | Kemény      | Serena Williams        | 6–2, 3–6, 3–6   |
| 8  | 2003. február 16.    | Proximus Diamond Games, Antwerpen             | Szőnyeg (f) | Venus Williams         | 2–6, 4–6        |
| 9  | 2003. március 2.     | State Farm Women’s Tennis Classic, Scottsdale | Kemény      | Szugijama Ai           | 6–3, 5–7, 4–6   |
| 10 | 2003. május 11.      | Qatar Telecom German Open, Berlin             | Salak       | Justine Henin-Hardenne | 4–6, 6–4, 5–7   |
| 11 | 2003. június 7.      | Roland Garros, Párizs                         | Salak       | Justine Henin-Hardenne | 0–6, 4–6        |
| 12 | 2003. augusztus 3.   | Acura Classic, San Diego                      | Kemény      | Justine Henin-Hardenne | 6–3, 2–6, 3–6   |
| 13 | 2003. szeptember 6.  | US Open, New York                             | Kemény      | Justine Henin-Hardenne | 5–7, 1–6        |
| 14 | 2004. január 31.     | Australian Open, Melbourne                    | Kemény      | Justine Henin-Hardenne | 3–6, 6–4, 3–6   |
| 15 | 2006. február 19.    | Proximus Diamond Games, Antwerpen             | Szőnyeg (f) | Amélie Mauresmo        | 6–3, 3–6, 3–6   |
| 16 | 2006. augusztus 6.   | Acura Classic, San Diego                      | Kemény      | Marija Sarapova        | 5–7, 5–7        |
| 17 | 2007. február 18.    | Proximus Diamond Games, Antwerpen             | Szőnyeg (f) | Amélie Mauresmo        | 4–6, 6–7(4)     |
| 18 | 2011. január 14.     | Medibank International, Sydney                | Kemény      | Li Na                  | 6–7(3), 3–6     |
| 19 | 2011. február 19.    | Open GDF Suez, Párizs                         | Kemény (f)  | Petra Kvitová          | 4–6, 3–6        |

### Páros

#### Győzelmei (11)
| Összesítés           |                        |
| Grand Slam-torna (2) |                        |
| Tier I (1)           | Premier Mandatory* (0) |
| Tier II (5)          | Premier Five* (0)      |
| Tier III (1)         | Premier* (0)           |
| Tier IV (2)          | International* (0)     |
| Tier V (0)           | Challenger* (0)        |

* 2009-től megváltozott a tornák rendszere. Challenger tornákat 2012-től rendeznek.
 Az egymás mellett azonos színnel jelölt tornatípusok között nincs teljes mértékű megfelelés.
| No. | Dátum               | Torna                                         | Borítás     | Partner           | Ellenfél a döntőben                  | Eredmény         |
| 1   | 1999. október 24.   | Eurotel Slovak Indoor, Pozsony                | Kemény (f)  | Laurence Courtois | Volha Barabanscsikava Lilia Osterloh | 6–2, 3–6, 7–5    |
| 2   | 2000. május 21.     | Mexx Benelux Open, Antwerpen                  | Salak       | Sabine Appelmans  | Jennifer Hopkins Petra Rampre        | 6–1, 6–1         |
| 3   | 2002. augusztus 11. | JPMorgan Chase Open, Los Angeles              | Kemény      | Jelena Dokić      | Daniela Hantuchová Szugijama Ai      | 6–3, 6–3         |
| 4   | 2002. október 27.   | Fortis Championships Luxembourg, Luxembourg   | Kemény (f)  | Janette Husárová  | Květa Hrdličková Barbara Rittner     | 4–6, 6–3, 7–5    |
| 5   | 2003. január 11.    | Adidas International, Sydney                  | Kemény      | Szugijama Ai      | Conchita Martínez Rennae Stubbs      | 6–3, 6–3         |
| 6   | 2003. február 16.   | Proximus Diamond Games, Antwerpen             | Szőnyeg (f) | Szugijama Ai      | Nathalie Dechy Émilie Loit           | 6–2, 6–0         |
| 7   | 2003. március 2.    | State Farm Women’s Tennis Classic, Scottsdale | Kemény      | Szugijama Ai      | Lindsay Davenport Lisa Raymond       | 6–1, 6–4         |
| 8   | 2003. június 7.     | Roland Garros, Párizs                         | Salak       | Szugijama Ai      | Virginia Ruano Pascual Paola Suárez  | 6–7(5), 6–2, 9–7 |
| 9   | 2003. július 5.     | Wimbledon, London                             | Fű          | Szugijama Ai      | Virginia Ruano Pascual Paola Suárez  | 6–4, 6–4         |
| 10  | 2003. augusztus 3.  | Acura Classic, San Diego                      | Kemény      | Szugijama Ai      | Lindsay Davenport Lisa Raymond       | 6–4, 7–5         |
| 11  | 2003. október 19.   | Zürich Open, Zürich                           | Kemény (f)  | Szugijama Ai      | Virginia Ruano Pascual Paola Suárez  | 7–6(3), 6–2      |

#### Elveszített döntői (9)
| No. | Dátum                | Torna                                         | Borítás     | Partner        | Ellenfél a döntőben                  | Eredmény            |
| 1   | 2000. január 15.     | Tasmanian International, Hobart               | Kemény      | Alicia Molik   | Rita Grande Émilie Loit              | 2–6, 6–2, 3–6       |
| 2   | 2000. október 30.    | Sparkassen Cup, Lipcse                        | Szőnyeg (f) | L. Courtois    | A. Sánchez Vicario Anne-Gaëlle Sidot | 7–6(6), 5–7, 3–6    |
| 3   | 2001. március 4.     | State Farm Women’s Tennis Classic, Scottsdale | Kemény      | M. Shaughnessy | Lisa Raymond Rennae Stubbs           | visszaléptek        |
| 4   | 2001. június 23.     | Heineken Trophy, ’s-Hertogenbosch             | Fű          | Miriam Oremans | Ruxandra Dragomir Nagyja Petrova     | 6–7(5), 7–6(5), 4–6 |
| 5   | 2001. július 7.      | Wimbledon, London                             | Fű          | Szugijama Ai   | Lisa Raymond Rennae Stubbs           | 4–6, 3–6            |
| 6   | 2001. szeptember 23. | Toyota Princess Cup, Tokió                    | Kemény      | Szugijama Ai   | Cara Black Liezel Huber              | 1–6, 3–6            |
| 7   | 2003. március 16.    | Pacific Life Open, Indian Wells               | Kemény      | Szugijama Ai   | Lindsay Davenport Lisa Raymond       | 6–3, 4–6, 1–6       |
| 8   | 2003. május 11.      | Qatar Telecom German Open, Berlin             | Salak       | Szugijama Ai   | V. Ruano Pascual Paola Suárez        | 3–6, 6–4, 4–6       |
| 9   | 2003. november 10.   | WTA Tour Championships, Los Angeles           | Kemény (f)  | Szugijama Ai   | V. Ruano Pascual Paola Suárez        | 4–6, 6–3, 3–6       |

## ITF-döntői

### Egyéni

#### Győzelmei (3)
| Dátum               | Helyszín  | Ellenfél a döntőben | Eredmény a döntőben |
| 1998. július 26.    | Brüsszel  | Denisa Sobotková    | 7–5, 6–1            |
| 1998. augusztus 16. | Koksijde  | L. Domínguez Lino   | 6–3, 6–4            |
| 1999. február 7.    | Sheffield | Kim de Weille       | 6–3, 6–1            |

#### Elveszített döntői (1)
| Dátum             | Helyszín | Ellenfél a döntőben | Eredmény a döntőben |
| 1999. március 21. | Reims    | Justine Henin       | 4–6, 4–6            |

### Páros

#### Győzelmei (3)
| Dátum               | Helyszín      | Partner            | Ellenfelek a döntőben             | Eredmény a döntőben |
| 1998. július 26.    | Brüsszel      | Stéphanie de Ville | Marija Bobojedova Elena Krutko    | 6–1, 7–5            |
| 1998. augusztus 23. | Brüsszel      | Cindy Schuurmans   | L. Domínguez Lino Luciana Masante | 7–6(5), 7–5         |
| 1998. november 15.  | Ramat haSárón | Justine Henin      | Volha Hluscsenko Taccjana Pucsak  | 6–2, 6–0            |